# Юстиниан I
Фла́вий Пётр Савва́тий Юстиниа́н (лат. Flavius Petrus Sabbatius Iustinianus, др.-греч. Φλάβιος Πέτρος Σαββάτιος Ἰουστινιανός; более известен как Юстиниан I, др.-греч. Ἰουστινιανός Α', или Юстиниан Великий, др.-греч. Μέγας Ἰουστινιανός; 11 мая 482, Тавресий, Верхняя Македония — 14 ноября 565, Константинополь) — византийский император, правивший с 1 августа 527 года вплоть до своей смерти в 565 году, правление которого стало периодом наивысшего расцвета Византии. Сам Юстиниан в указах называл себя Цезарем Флавием Юстинианом Аламанским, Готским, Франкским, Германским, Антским, Аланским, Вандальским, Африканским, так как при нём были присоединены многие земли бывшей Западной Римской империи, в частности, упразднены королевство вандалов и аланов в Африке, королевство остготов в Италии, присоединена часть земель королевства вестготов в Испании. Вестготы, франки, алеманны, анты признали себя вассалами. Юстиниан, полководец и реформатор, — считается одним из наиболее выдающихся монархов раннего средневековья. Его правление знаменует собой окончательный этап перехода от древнеримских традиций к византийскому стилю правления.
Воспринимая себя как наследника римских цезарей, своей главной целью Юстиниан видел восстановление политического и религиозного единства Римской империи, латинского Запада и греческого Востока. На востоке Юстиниан участвовал в войне Аксума против Химьяра, войне с арабами-Лахмидами, вёл Иберийскую войну с Персией. После заключения в 532 году «Вечного мира» с Персией Юстиниан сосредоточился на восстановлении прежних владений Римской империи на западе. Там Юстиниан завладел большой частью земель Западной Римской империи, распавшейся после Великого переселения народов, где варварские правители признавали власть императоров Константинополя только номинально, в том числе Апеннинским полуостровом, юго-восточной частью Пиренейского полуострова и частью Северной Африки. В 529 году Юстиниан закрыл Платоновскую академию в Афинах, в 542 году упразднил должность консула. Во время его правления произошли многочисленные природные и социальные бедствия. Наиболее известны Юстинианова чума унесла половину населения Византии, похолодание 535—536 годов и крупнейший бунт в истории Византии и Константинополя — восстание Ника, спровоцированное налоговым гнётом и церковной политикой императора. Ещё одним важным событием является поручение Юстиниана о переработке римского права, результатом которого стал новый свод законов — свод Юстиниана (лат. Corpus iuris civilis). На правление Юстиниана приходится беспрецедентная по масштабу строительная деятельность. По его указу в 532—537 годах в столице был полностью перестроен собор Святой Софии. Собор стал самым сложным и грандиозным архитектурным творением эпохи Юстиниана. Идейным средоточием и центром архитектурной композиции здания стал гигантский 32-метровый купол, перекрывающий центральный неф на высоте почти 40 метров. Широко известны также другая константинопольская церковь Святых Сергия и Вакха и более поздний храм Сан-Витале в Равенне. Огромное количество крепостей было построено на восточной границе, Северной Африке и на Балканах. На территории современной Сербии, недалеко от места своего рождения, Юстиниан приказал построить новый город Юстиниана Прима.
Религиозная политика Юстиниана была направлена на подавление идеологического инакомыслия — христианских ересей, язычников, иудеев и самаритян. Исходя из принципа абсолютной власти, он полагал, что в хорошо устроенном государстве всё должно было подлежать императорскому вниманию. Понимая важность церкви для государственного управления, он прилагал все усилия к тому, чтобы она исполняла его волю. Является дискуссионным вопрос о первичности государственных или религиозных интересов Юстиниана. Император был автором многочисленных писем на религиозные темы, адресованных папам и патриархам, а также трактатов и церковных песнопений. Труды Юстиниана вошли в 86-й том Patrologia Graeca Ж. П. Миня. Политика светского преобладания в религиозных и церковных делах, особенно ярко проявленная Юстинианом, получила в истории название цезарепапизма, и этот император считается одним из наиболее типичных представителей такого направления. Почитается в лике благоверных. Память совершается в Православной Церкви 14 (27) ноября и в среду Светлой седмицы в Соборе синайских святых.

## Состояние источников
Важнейшим источником времён Юстиниана являются содержащие как апологетику, так и жёсткую критику работы Прокопия Кесарийского. С молодости Прокопий состоял советником при полководце Велизарии, сопровождая его во всех войнах, которые велись в это царствование. Написанная в середине VI века «История войн» является основным источником о событиях и внешней политике Византии во время войн с Персией, вандалами и готами. Написанный в конце правления Юстиниана панегирик «О постройках» содержит ценные сведения о строительной деятельности императора. Памфлет «Тайная история» проливает свет на закулисную жизнь правителей империи, хотя достоверность сообщаемых в этом произведении сведений спорна и в каждом случае является предметом отдельных исследований. Занимавший положение мелкого адвоката Агафий Миринейский выступил продолжателем трудов Прокопия и после смерти Юстиниана написал сочинение в пяти книгах. Скончавшись молодым в 582 году, Агафий успел только изложить события 552—559 годов. В отличие от Прокопия, писавшего в правление Юстиниана и вынужденного скрывать своё отношение к происходящему, Агафий, вероятно, искренен в своей положительной оценке внешней политики этого императора. При этом Агафий отрицательно оценивает внутреннюю политику Юстиниана, особенно в конце царствования. От исторических записок Менандра Протектора, охватывавших период с 558 по 582 год, сохранились только отрывки в компиляции Константина Багрянородного. Благодаря тому же учёному императору IX века сохранились отрывки произведений дипломата эпохи Юстиниана Петра Патрикия, вошедших в трактат «О церемониях». В кратком изложении патриарха Фотия сохранилась книга другого дипломата Юстинина, Нонноза. Хроника Исихия Милетского, посвящённая царствованию Юстина I и первым годам царствования Юстиниана, практически полностью не сохранилась хотя, возможно, введение хроники историка второй половины VI века Феофана Византийского содержит заимствования из неё. Ранний период царствования Юстиниана захватывает сохранившаяся в сокращённом изложении летопись сирийца Иоанна Малалы, подробно рассказывающая о щедрости императора в отношении городов Малой Азии, а также о других событиях, важных для жителей его региона. «Церковная история» антиохийского юриста Евагрия Схоластика частично основывается на трудах Прокопия и Малалы также сообщает важные сведения о истории Сирии в правление Юстиниана. Из более поздних источников на греческом языке фрагментарно сохранилась летопись Иоанна Антиохийского (VII век). Другой источник VII века «Пасхальная хроника» излагает всемирную историю от сотворения мира до 629 года, до правления императора Маврикия (585—602) события излагает очень кратко. Позднейшие источники, такие как летописи Феофана Исповедника (IX век), Георгия Кедрина (начало XII века) и Иоанна Зонары (XII век) использовали для описания событий VI века в том числе не сохранившиеся до нашего времени источники и потому также содержат ценные подробности.
Важным источником сведений о религиозных движениях в эпоху Юстиниана является житийная литература. Крупнейшим агиографом того времени является Кирилл Скифопольский (525—558), чья биография Саввы Освященного (439—532) важна для реконструкции конфликта в Иерусалимском патриархате. Источником сведений о жизни монахов и аскетов является «Лимонарь» Иоанна Мосха. Известны биографии Константинопольских патриархов Мины (536—552) и Евтихия (552—565, 577—582). С точки зрения восточных миафизитов описываются события в «Церковной истории» Иоанна Эфесского. Данные о церковной политике Юстиниана содержатся также в переписке императора с папами. Сведения географического характера содержатся в трактате «Синекдем» (535) географа Иерокла и в «Христианской топографии» купца и паломника Космы Индикоплова. Для военной истории царствования представляют ценность военные трактаты, некоторые из которых датируются VI веком. Важным трудом по административной истории царствования Юстиниана является произведение чиновника VI века Иоанна Лида «De Magistratibus reipublicae Romanae».
Латинские источники существенно менее многочисленны и посвящены преимущественно проблемам западной части империи. Хроника иллирийца Марцеллина Комита охватывает период от вступления на престол императора Феодосия I (379—395) до 534 года. Марцеллин достиг в правление Юстиниана сенаторского звания и долго жил в Константинополе и был очевидцем беспорядков в столице, включая знаменитое восстание Ника. Хроника отражает мнение лояльных проправительственных кругов; неизвестным продолжателем она доведена до 548 года. Хроника африканского епископа Виктора Туннунского, оппонента Юстиниана в споре о трёх главах охватывает события с 444 по 567 год. Близка по времени к рассматриваемому периоду летопись испанского епископа Иоанна Бикларского, чьё детство прошло в Константинополе. Испанские события VI века отражены в «Истории готов» Исидора Севильского. Отношения Византии с франками затрагивает хроника Мария Аваншского, идущая с 445 по 581 год, а также «История франков» Григория Турского. Исторические произведения готского историка Иордана («Гетика» и «De origine actibusque Romanorum») доведены до 551 года. Составленный в первой половине VI века сборник папских биографий «Liber Pontificalis» содержит важные, хотя и не всегда достоверные, сведения об отношениях Юстиниана с римскими понтификами.
С конца XIX века в научный оборот вводятся разнообразные источники на восточных языках, прежде всего сирийские. Анонимная хроника продолжателя Захарии Ритора доведена до 569 года, вероятно, в этом году она и была составлена. Как и упомянутый ранее Иоанн Эфесский, этот автор отражал позицию сирийских миафизитов. Важным источником для исследования этого направления в христианстве в VI веке является сборник биографий святых Иоанна Эфесского. К VI веку относят «Эдесскую хронику», охватывающую период с 131 по 540 год. До конца VII века доведена хроника египетского историка Иоанна Никиусского, сохранившаяся только в переводе на эфиопский язык. Утраченными персидскими источниками пользовался арабский историк IX века ат-Табари.
Помимо исторических хроник существует большое количество других источников. Чрезвычайно обширно правовое наследие эпохи Юстиниана — Corpus iuris civilis (до 534 года) и появившиеся позже новеллы, а также различные памятники церковного права. Отдельной категорией источников являются труды собственно Юстиниана — его письма и религиозные трактаты. Наконец, от этого времени сохранилась разнообразная литература, помогающая лучше понять мировоззрение людей эпохи Юстиниана, например политический трактат «Поучение» Агапита, поэмы Кориппа, эпиграфические и архитектурные памятники.

## Происхождение и юность

### Место рождения и семья

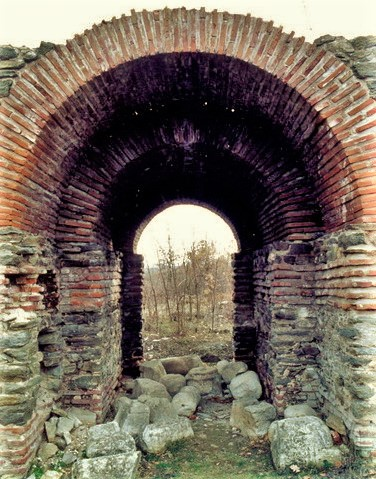
Развалины в Юстиниане Приме

Относительно происхождения Юстиниана и его семьи существуют различные версии и теории. Большинство источников, в основном; греческие, армянские, сирийские, арабские, а также славянские, целиком основанные на греческих, называют Юстиниана фракийцем; некоторые греческие источники и латинская хроника Виктора Туннунского называют его иллирийцем; наконец Прокопий Кесарийский утверждает, что родиной Юстиниана и Юстина была провинция Дардания. Согласно мнению известного византиниста А. А. Васильева, во всех этих трёх определениях нет противоречия между собой. В начале VI века гражданская администрация Балканского полуострова была разделена между двумя префектурами. Преторианская префектура Иллирии, меньшая из них, включала в себя два диоцеза — Дакию и Македонию. Таким образом, когда источники пишут, что Юстин был иллирийцем, они имеют в виду, что он и его семья были жителями иллирийской префектуры. Подтверждением фракийской теории происхождения Юстиниана может служить также тот факт, что имя Sabbatius с большой вероятностью происходит от имени древнего фракийского божества Сабазия. Немецкий исследователь эпохи Юстиниана I Бертольд Рубин полагает, что упоминаемое в источниках фракийское или иллирийское происхождение династии Юстиниана имеет скорее географический, чем этнический смысл и в целом вопрос не разрешим. Происходил ли Юстиниан из крестьян или иного социального слоя, также невозможно установить. На основании собственного высказывания Юстиниана известно, что его родным языком был латинский, однако литературным вариантом — государственным языком Византии того времени — владел он не очень хорошо.

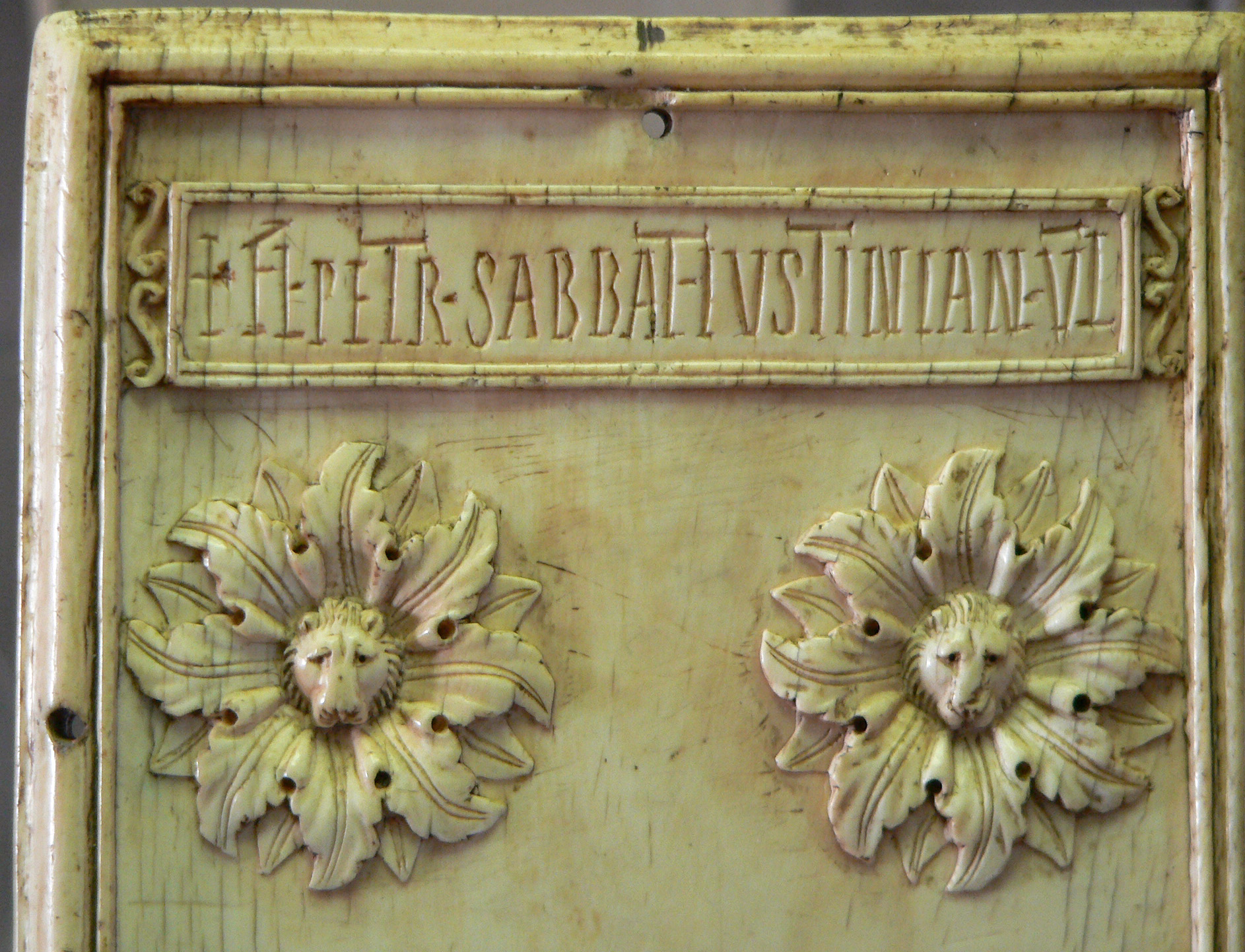
Консульские диптихи, показывающие полное имя Юстиниана (Константинополь, 521 год)

Вплоть до конца XIX века пользовалась популярностью теория славянского происхождения Юстиниана I, основанная на изданном Никколо Аламанни труде некоего аббата Теофила (Богумила) под названием Iustiniani Vita. В нём вводятся для Юстиниана и его родственников особые имена, имеющие славянское звучание. Так, отец Юстиниана, именуемый по византийским источникам Савватием, был назван Богомилом Istokus, а имя самого Юстиниана звучало как Upravda. Хотя происхождение опубликованной Аллеманом книги вызывало сомнения, теории, основанные на ней, интенсивно развивались до тех пор, пока в 1883 году Джеймс Брайс не произвёл исследований оригинала рукописи в библиотеке дворца Барберини. В опубликованной в 1887 году статье он обосновал точку зрения, что данный документ не представляет исторической ценности, а сам Богумил едва ли существовал. В настоящее время Iustiniani Vita рассматривается как одна из легенд, связывающих славян с великими деятелями прошлого, такими как Александр Македонский и Юстиниан.
Дата рождения Юстиниана около 482 года устанавливается на основании сообщения Зонары. Основным источником сведений о месте рождения Юстина и Юстиниана являются труды их современника Прокопия Кесарийского. Относительно места рождения Юстиниана Прокопий в панегирике «О постройках» высказывается совершенно определённо, помещая его в место под названием Тавресий (лат. Tauresium), рядом с фортом Бедериана (лат. Bederiana). В «Тайной истории» того же автора Бедериана называется местом рождения Юстина, этого же мнения придерживается Иоанн Антиохийский. О Тавресии Прокопий сообщает, что рядом с ним был впоследствии основан город Юстиниана Прима, руины которого сейчас находятся на юге-востоке Сербии. Также Прокопий сообщает, что Юстиниан существенно укрепил и произвёл многочисленные улучшения в городе Ульпиана, переименовав его в Юстиниана Секунда. Рядом он воздвиг ещё один город, назвав его Юстинополис, в честь своего дяди. Большинство городов Дардании было разрушено в царствование императора Анастасия I (491—518) мощным землетрясением 518 года. Рядом с разрушенной столицей провинции Скупы был построен Юстинополис, вокруг Тавресия была возведена мощная стена с четырьмя башнями, которую Прокопий называет Тетрапиргия. Названия «Бедериана» и «Тавресий» были в 1858 году идентифицированы австрийским путешественником Иоганном Ханом как современные деревни Бадер и Таор около Скопье. Обе они были исследованы в 1885 году английским археологом Артуром Эвансом, который нашёл там богатый нумизматический материал, подтверждающий важность после V века расположенных здесь поселений. Эванс пришёл к выводу, что район Скопье является местом рождения Юстиниана, подтвердив отождествление старых населённых пунктов с современными деревнями. Эта теория была поддержана в 1931 году хорватским специалистом по ономастике Петаром Скоком, а позднее А. Васильевым. В настоящее время считается, что Юстиниана Прима располагалась в районе нынешнего сербского Ниша и отождествляется с археологический памятником серб. Царичин град, Caričin Grad.
Имя матери Юстиниана, сестры Юстина — Бигленица приводится только в Iustiniani Vita, о недостоверности которой сказано выше. Это имя, однако, могло быть славянизированной формой имени Вигилантия — известно, что так звали сестру Юстиниана, мать его наследника Юстина II. Чешский историк Константин Иречек высказывал сомнение, что имя Бигленица может быть славянским. Поскольку другой информации на этот счёт нет, считается, что её имя неизвестно. О том, что мать Юстиниана была сестрой Юстина, сообщает Прокопий Кесарийский в «Тайной истории», а также ряд сирийских и арабских источников. По поводу отца Юстиниана есть так же рассказ в «Тайной истории»: «Передают, что и мать его [Юстиниана] говаривала кому-то из близких, что он родился не от мужа её Савватия и не от какого-либо человека. Перед тем как она забеременела им, её навестил демон, невидимый, однако оставивший у неё впечатление, что он был с ней и имел сношение с ней, как мужчина с женщиной, а затем исчез, как во сне». Другой источник, где упоминается имя Савватий — так называемые «Акты по поводу Каллоподия», включённые в хронику Феофана и «Пасхальную хронику», относящимся к событиям, непосредственно предшествующим восстанию Ника. Там прасины в ходе разговора с представителем императора произносят фразу «Лучше бы не родился Савватий, он не породил бы сына-убийцу».
У Савватия и его жены было двое детей, Пётр Савватий (лат. Petrus Sabbatius) и Вигилантия (лат. Vigilantia). Письменные источники нигде не упоминают настоящее имя Юстиниана, только на консульских диптихах. Известно два консульских диптиха Юстиниана, один из которых хранится в Национальной библиотеке Франции, другой в Метрополитен-музее. На диптихе 521 года нанесена надпись лат. Fl. Petr. Sabbat. Justinian. v. i., com. mag. eqq. et p. praes., et c. od., означающая лат. Flavius Petrus Sabbatius Justinianus, vir illustris, comes, magister equitum et peditum praesentalium et consul ordinarius. Из этих имён в дальнейшем Юстиниан пользовался только первым и последним. Имя Флавий, обычное в военной среде начиная со II века, было призвано подчеркнуть преемственность с императором Анастасием I, также именовавшего себя Флавием.

### Ранние годы и царствование Юстина

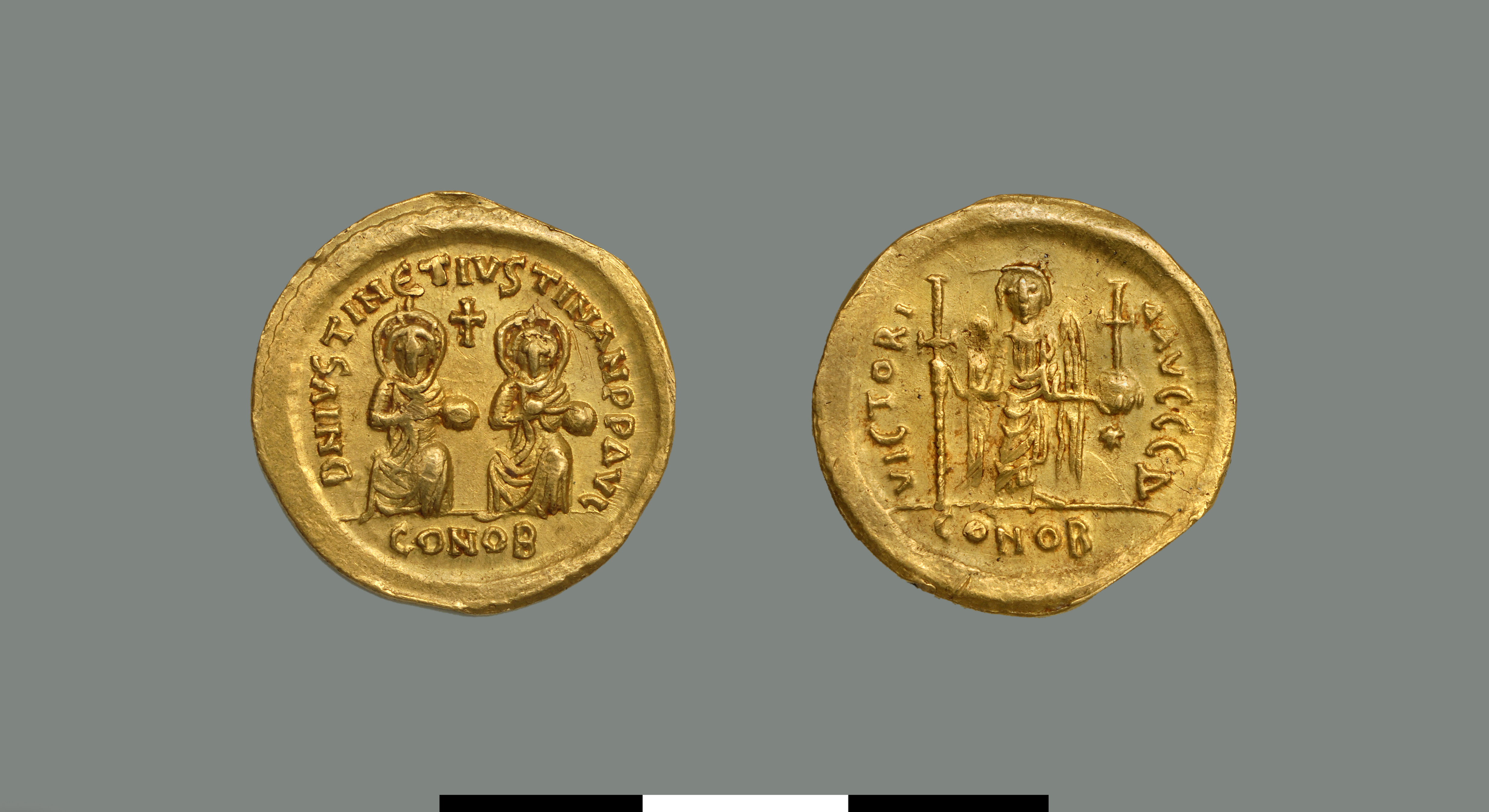
Солид периода совместного правления Юстина и Юстиниана

О детстве, юности и воспитании Юстиниана ничего не известно. Вероятно, в какой-то момент его дядя Юстин озаботился судьбой своих оставшихся на родине родственников, и вызвал племянника в столицу. Сам Юстин родился в 450 или 452 году и в юном возрасте, спасаясь от нужды, пешком пришёл из Бедерианы в Константинополь и нанялся на военную службу. В конце своего царствования император Лев I (457—474) организовал новый отряд дворцовой стражи экскувиторов, в который набирали солдат из разных частей империи, и обладавший хорошими физическими данными Юстин был в него принят. О карьере Юстина в царствование Зенона (474—491) ничего не известно, но при Анастасии он в звании дукса участвовал в Исаврийской войне (492—497) под командованием Иоанна Горбатого. Затем Юстин принимал участие в войнах с Персией в качестве военачальника, а в конце царствования Анастасия отличился при подавлении восстания Виталиана. Таким образом, Юстин завоевал расположение императора и был назначен начальником дворцовой стражи в ранге комита и сенатора. Время прибытия Юстиниана в столицу точно не известно. Предполагается, что это произошло примерно в возрасте двадцати пяти лет. Распространённое мнение, что Юстиниан перед тем, как стать кандидатом в течение некоторого времени изучал богословие и римское право, не имеет основания в источниках. Свою службу при дворе он начал в звании лат. candidatus, то есть личного телохранителя императора. Обязанности candidati включали также охрану дипломатических мероприятий. Примерно тогда же произошло усыновление и смена имени будущего императора.
По смерти Анастасия в ночь с 8 на 9 июля 518 года Юстину удалось сравнительно легко захватить власть, несмотря на то, что имелось большое количество более богатых и влиятельных кандидатов. По мнению Прокопия, в этом проявилась воля высших сил, заинтересованных в конечном возвышении Юстиниана. Процедура избрания описана Петром Патрикием, упомянувшим, что в числе кандидатов на престол рассматривался и Юстиниан. Возвышение Юстина оказалось совершенно неожиданным для современников. Важную роль в избрании сыграла активная поддержка нового императора партиями ипподрома, не разделявших религиозные взгляды покойного императора и его родственников. Непосредственно после избрания Юстина была произведена практически полная замена высшего военного руководства, были возвращены командные посты оппонентам Анастасия. Среди них был боевой товарищ Юстина по персидской кампании Флавий Апион, . По мнению Е. П. Глушанина Юстин стремился таким образом заручиться поддержкой отстранённой от выборов нового императора армии. Одновременно с этим военные посты получили родственники Юстина: другой его племянник Герман был назначен магистром Фракии, а Юстиниан стал начальником доместиков (лат. comes domesticorum), специального корпуса дворцовой стражи, о чём известно из письма папы Гормизда, датированного началом 519 года.
В правление Юстина Юстиниан несколько раз исполнял консульские обязанности. Согласно различным источникам, в общей сложности Юстиниан был консулом от трёх до пяти раз: в 521, 528, 533 согласно Иоанну Малале и Марию Аваншскому; в 521, 528, 533 и 544 по Марцеллину Комиту; 521, 524, 528, 533 и 534 в Пасхальной хронике. Считается достоверным, что в первый раз он стал консулом в 521 году. Фактически, назначение состоялось при первой же возможности — согласно традиции, в первый год после своего избрания консулом был избран Юстин, на следующий год это звание получил их с Юстинианом политический противник Виталиан. В июле 520 года Виталиан был убит, возможно, по приказу Юстиниана. Рассказ Марцеллина Комита о роскошном праздновании первого консульства Юстиниана в январе 521 года не подтверждается данными других источников, но сомнений у историков не вызывает. Консульское звание давало возможность не только завоевать популярность своей щедростью, но и открывало дорогу к высшему званию патрикия. Согласно Марцеллину, было потрачено 288 тысяч солидов, одновременно в амфитеатре было выпущено 20 львов и 30 леопардов. Вероятно, траты не были чрезмерными и, хотя они вдвое превышали обычные консульские расходы того времени, многократно уступали тратам Октавиана Августа. Во времена Юстиниана консульские расходы состояли из двух частей, меньшую из которых составляли собственные средства консула — они должны были тратиться на благоустройство города. За счёт государственных средств производилась оплата зрелищ. Таким образом дополнительные государственные расходы на это мероприятие оказались на вполне обычном уровне и потому не привлекли внимание других историков. После консульства 521 года Юстиниан был назначен magister militum in praesenti — должность, которую до него исполнял Виталиан. Несмотря на то, что такая блистательная карьера не могла не иметь под собой реального влияния, достоверной информации о роли Юстиниана в управлении империей в этот период нет. Согласно общему мнению источников и историков, Юстин был необразован, стар и болен, и не был в состоянии справиться с государственными делами. Современные историки, в целом, согласны с оценкой Прокопия, что фактическим правителем вместо Юстина был его племянник. По мнению Б. Рубина в компетенции Юстиниана находились внешняя политика и государственное управление, и оба царствования следует рассматривать как одно. В 523 году Юстиниан серьёзно заболел и удалился от государственных дел. К тому же времени относятся крупные беспорядки партий ипподрома в столице и крупнейших городах империи. Справившись с болезнью и смутой, Юстиниан приобрёл дополнительную славу и получил звание патрикия. Как сообщает историк Иоанн Зонара, его популярность тогда выросла настолько, что Сенат обратился к престарелому императору с просьбой назначить Юстиниана своим соправителем, на что Юстин ответил отказом. Сенат, тем не менее, продолжал настаивать на возвышении Юстиниана, прося присвоить ему звание nobilissimus, что и произошло до 525 года, когда ему было присвоено высшее звание цезаря.
Самые первые упоминания о Юстиниане сохранились в сборнике папских документов Collectio Avellana. Переписка будущего императора с папой Гормиздом свидетельствует о его активном участии в преодолении Акакианской схизмы, разделявшей Рим и Константинополь с 480-х годов. Был ли Юстиниан главным участником переговоров, как считает А. Васильев, или одним из многих, не ясно. В первое время на церковную политику оказывал значительное влияние полководец Виталиана, под влиянием которого был отменён Энотикон. После убийства Виталиана, в чём Прокопий обвиняет лично Юстиниана, источники отмечают рост влияние племянника императора Юстиниана на государственные делах и возросшую терпимость к миафизитам. В конце 526 года Константинополь посетил папа Иоанн I и короновал одного только Юстина. С течением времени здоровье императора ухудшалось, усиливалась болезнь, вызванная старым ранением в ногу. Чувствуя приближение смерти, Юстин откликнулся на очередное прошение Сената о назначении Юстиниана соправителем. Церемония произошла на Пасху, 1 апреля 527 года — Юстиниан и его супруга Феодора были коронованы патриархом как август и августа, а 4 апреля назначение было подтверждено Сенатом и армией. Юстиниан окончательно получил полную власть четыре месяца спустя, после смерти императора Юстина I последовавшей 1 августа 527 года. По оценке Прокопия, власть Юстиниана была неограниченной уже с 518 года, и разница после смерти Юстина была только в том, что до 527 года он был тираном, а с этого года прикрыл свои насилия саном самодержца.

### Юстиниан и Федора
В 525 году Юстиниан женился на Феодоре (ок. 497—548) . Скандальные сведения о её бурной молодости сообщает Прокопий, однако современные исследователи предпочитают не интерпретировать их буквально. Иоанн Эфесский отмечает, что «она пришла из борделя», однако употреблённый им термин для обозначения заведения, в котором служила Феодора, никак не указывает на её профессию. Возможно, она была актрисой или танцовщицей. Автор современного исследования о ней Роберт Браунинг допускает возможность того, что она действительно была проституткой. Первая встреча Юстиниана с Феодорой произошла примерно в 522 году в Константинополе. Затем Феодора покинула столицу, некоторое время провела в Александрии. Каким образом произошла их вторая встреча, достоверно не известно. Известно, что желая жениться на Феодоре Юстиниан просил своего дядю присвоить ей ранг патрикии, что вызвало сильное противодействие императрицы Евфимии, и до смерти последней в 523 или 524 году, бракосочетание было невозможно. Вероятно, с желанием Юстиниана было связано принятие в правление Юстина закона «О браке» (лат. De nuptiis), отменившего закон императора Константина I, запрещающий человеку, достигшему сенаторского звания, жениться на блуднице. Бракосочетание Юстиниана и Феодоры состоялось не позднее 525 года. Феодора придерживалась монофизитских взглядов, что могло сказаться на религиозной политике Юстиниана. Энтони Оноре обнаруживает также её влияние в принятых её мужем законах в пользу равноправия полов и правах непривилегированных слоёв общества. Также существует точка зрения, по которой Феодора не имела самостоятельного политического значения, а её поступки были тщательно спланированы Юстинианом.
У Юстиниана и Феодоры не было совместных детей, но от предшествующих отношений у Феодоры были сын, дочь и трое внуков. Из упоминаний в преамбулах законов можно сделать вывод, что Феодора являлась соправителем императора, и её присягали на верность высшие чиновники. Она переписывалась с иностранными правителями, а народ Константинополя устраивал в её честь ритуальные аккламации. Феодора скончалась 28 июня 548 года. Хотя Феодора никогда не была удостоена титула августы, и в её честь не чеканились монеты, память об императрице сохранялась многие столетия. Сам Юстиниан поклонялся ей как святой — в 559 году, входе своего adventus'а после победы над кутригурами сделал остановку, чтобы зажечь свечи и помолиться на её могиле.

## Укрепление власти

### Восстание Ника
Противоречивая финансовая политика Анастасия I и усиливающиеся в обществе апокалиптические настроения вызвали рост политической напряжённости в столице. Опасность народных волнений существовала ещё в правление Юстина. Вероятно, для предотвращения мятежей в 520 году были отменены просуществовавший несколько столетий Олимпийский фестиваль в Антиохии. В столице наиболее заметной формой объединения горожан были партии ипподрома. Начало формирования партий относят к IV веку, а к концу V века окончательно сложились две основные — венеты («голубые») и прасины («зелёные»). Партии имели традиционные политические и религиозные предпочтения. «Зелёным» — часто сторонникам монофизитства — благоволил Анастасий, «синие» — чаще сторонники Халкидонского вероисповедания — усилились при Юстине; им же, несмотря на свои симпатии к монофизитам, покровительствовала Феодора. В 523 году явная поддержка Юстинианом «синих» чуть не привела к аресту будущего императора. Энергичные действия Юстиниана, при абсолютном произволе чиновничества, постоянно растущие налоги подогревали недовольство народа, распаляя ещё и религиозный конфликт. 13 января 532 года выступления «зеленых», начавшиеся с обычных жалоб императору на притеснения со стороны чиновников, переросли в бурный мятеж с требованием сместить Иоанна Каппадокийского и Трибониана. Первого обвиняли во введении новых налогов и чрезмерно роскошном образе жизни, тогда как второй был известен только своей законотворческой деятельностью. Возможно, протестующие были не согласны с проводимыми под руководством Трибониана юридическими реформами. После неудачной попытки императора провести переговоры, увольнения Трибониана и двух других его министров, острие мятежа было направлено уже на него. Бунтовщики попытались свергнуть непосредственно Юстиниана и поставить во главу государства сенатора Гипатия, племянника Анастасия. К мятежникам примкнули недовольные засильем арианских наёмников императора и высокими налогами «синие». Лозунгом восстания стал клич «Ника!» («Побеждай!»), каким подбадривали цирковых борцов. Несмотря на продолжение восстания и начало беспорядков на улицах города, Юстиниан рассматривал возможность бегства, но остался в Константинополе по настоянию Феодоры:
Тому, кто появился на свет, нельзя не умереть, но тому, кто однажды царствовал, быть беглецом невыносимо. Да не лишиться мне этой порфиры, да не дожить до того дня, когда встречные не назовут меня госпожой! Если ты желаешь спасти себя бегством, василевс, это не трудно. У нас много денег, и море рядом, и суда есть. Но смотри, чтобы тебе, спасшемуся, не пришлось предпочесть смерть спасению. Мне же нравится древнее изречение, что царская власть – прекрасный саванПрокопий Кесарийский, Война с персами, I, XXIV, 35—37
Маловероятно, что именно такие слова были произнесены Феодорой, но тем не менее Юстиниан принял решение остаться в столице и прибегнуть к помощи армии. Опираясь на ипподром, где они собирались короновать Гипатия, бунтовщики казались непобедимыми и фактически осадили Юстиниана во дворце. Только совместными усилиями объединённых войск Велизария и Мунда, оставшихся преданными императору, удалось выбить мятежников из опорных пунктов. Прокопий рассказывает, что у ипподрома было убито до 30 000 невооружённых граждан. По настоянию Феодоры Юстиниан казнил племянников Анастасия. Ещё 18 сенаторов было изгнано, а их имущество конфисковано. Однако, как только император почувствовал себя в безопасности, изгнанники были возвращены, их собственность была им, включая родственников Анастасия, частично возвращена. Иоанн Каппадокийский был смещён, его место занял патрикий Фока, тогда как Трибониан сохранил свою должность.
Одним из итогов восстания стали масштабные разрушения в центре Константинополя, в результате которых освободилось место для постройки собора Святой Софии.

### Элита и фавориты

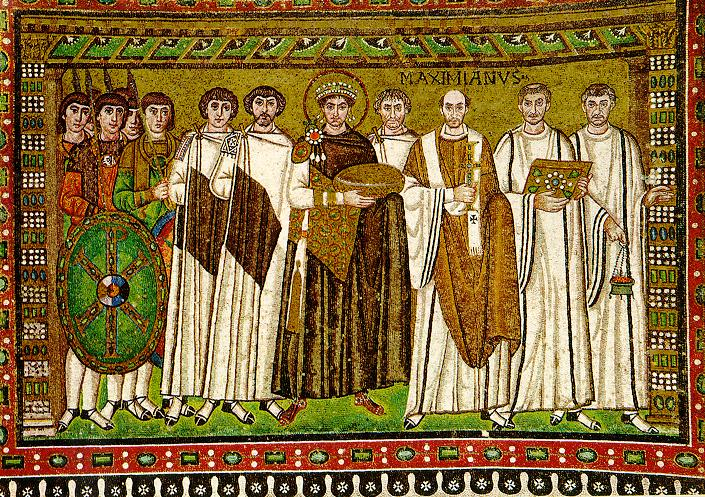
Бородатым сановником рядом с Юстинианом на мозаике церкви Сан-Витале в Равенна предположительно является Велизарий

Для константинопольской аристократии VI века было предложено несколько вариантов классификации. Согласно Дж. Б. Бьюри, к элите принадлежали также высшие чиновники, профессора университета и занимавшие высшее положение врачи. Немецкий историк Виктор Шульце в 1913 году к высшему сословию отнёс сенаторов, купцов и крупных владельцы эргастириев. В дальнейшем многие исследователи выделяли только сенаторскую аристократию. С VI века к ней принадлежали только иллюстрии, так как клариссимы и спектабили ещё в середине V века потеряли право заседать в Сенате и получили право покинуть Константинополь. Вряд ли значительную часть сенаторской знати составляли потомки древних родов Рима, таких как Аникия Юлиана, хотя примеры переселения представителей старой аристократии на восток известны. С конца V века возвышаются родственники императоров Анфимия (467—472), Льва I (457—474) и Анастасия. Постепенно укреплял свои позиции египетский род Апионов. Благодаря дружеским и родственным отношениям сенаторское сословие в начале VI века образовывало сложную социальную сеть. С приходом к власти династии Юстиниана на первый план вышли многочисленные родственники Юстина I. Высшее в течение многих столетий консульское звание в 530-х годах присваивалось не регулярно, а после 541 года его удостаивались только императоры.
По замечанию Энтони Оноре, в эпоху Юстиниана карьерные возможности были открыты талантам, а не знатным посредственностям. Среди сподвижников императора важнейшее место занимает префект претория Иоанн Каппадокийский. Будучи незнатного происхождения и не имея образования, он выдвинулся при Юстиниане благодаря природной проницательности и успеху в финансовых предприятиях. Вскоре он был возведен в достоинство illustris и получил должность префекта провинции. Прокопий, крайне отрицательно высказывавшийся об Иоанне, признавал его высокие способности. Из более чем 170 новелл, три четверти или адресованы Иоанну, или обнародованы во время его пребывания в должности префекта претория. Иоанн единственный выступил в Сенате против войны с вандалами, вступив в открытое столкновение с Феодорой. Желание императрицы сместить Иоанна не было удовлетворено, но ради успокоения восстания Ника он был смещён с должности префекта. Однако в 534 году Иоанн вернул себе префектуру. В 538 году он стал консулом, затем патрикием, но в 541 году был обвинён в заговоре и отправлен в ссылку. Иоанну Каппадокийскому наследовал в 543 году сириец Пётр Варсима. Начал он как торговец серебром, быстро разбогатевший благодаря купеческой ловкости и торговым махинациям. Поступив в канцелярию, он сумел завоевать расположение императрицы. Феодора начала продвигать фаворита по службе с такой энергией, что это дало повод к сплетням. На посту префекта он продолжил практику Иоанна незаконных поборов и финансовых злоупотреблений. Спекуляции хлебом в 546 году привели к голоду в столице и народному волнению. Император был вынужден сместить Петра, несмотря на защиту Феодоры. Впрочем, её усилиями он вскоре получил место имперского казначея. Даже после смерти покровительницы он сохранил влияние и в 555 году вернулся в префекты претории и сохранял эту должность до 559 году, объединяя её с казначейством. На дипломатическом поприще выдвинулся уроженец Фессалоник Пётр Патрикий. Первоначально он был адвокатом в Константинополе, где прославился своим красноречием и юридическими познаниями. В 535 году Юстиниан поручил Петру ведение переговоров с королём остготов Теодахадом. Хотя Пётр вел переговоры с исключительным мастерством, он оказался в заключении в Равенне и вернулся домой только в 539 году. Вернувшийся посол был осыпан наградами и получил высокий пост магистра оффиций. Такое внимание к дипломату дало повод к сплетням о его причастности к убийству Амаласунты. В 552 году он получил квестуру, продолжая оставаться магистром оффиций. Пётр занимал свою должность вплоть до смерти в 565 году. Должность унаследовал его сын Феодор. Среди других важных министров первого периода правления Юстиниана следует назвать Гермогена — скифа или гунна по происхождению, магистра оффиций в 530—535 годах; его преемника Василида (536—539) квестора в 532 году, кроме того комитов священных щедрот Константина (528—533) и Стратегия (535—537); также комита частных имуществ Флора (531—536). К высшей знати относились влиятельные юристы, прежде всего те, которые входили в императорский совет и служившие в императорской канцелярии. Среди них наиболее известен глава императорской канцелярии квестор священного дворца Трибониан. С его именем неразрывно связано дело законодательных реформ Юстиниана. Трибониан возглавил комиссию по созданию Corpus iuris civilis, включавшего Дигесты, Кодекс и Институции.
Среди высших военачальников многие совмещали воинский долг с государственными и придворными постами. Полководец Ситта последовательно занимал места консула, патрикия и наконец достиг высокой должности magister militum praesentalis. Его женой была Комито, старшая сестра императрицы. Велизарий, кроме военных постов, был ещё комитом священных конюшен (comes sacri stabuli), затем комитом букелариев и оставался в этой должности до смерти. Его супруга Антонина была близкой подругой Феодоры. Евнух Нарсес исполнял ряд должностей во внутренних покоях царя — был кубикуларием, спафарием, препозитом священной опочивальни; завоевав исключительное доверие императора, был одним из доверенных его придворных. В ходе войны с готами император доверил ему завоевание Италии. Другой евнух, Соломон, отличился в ходе Вандальской войны.

## Внешняя политика и войны

### Внешнеполитическая обстановка

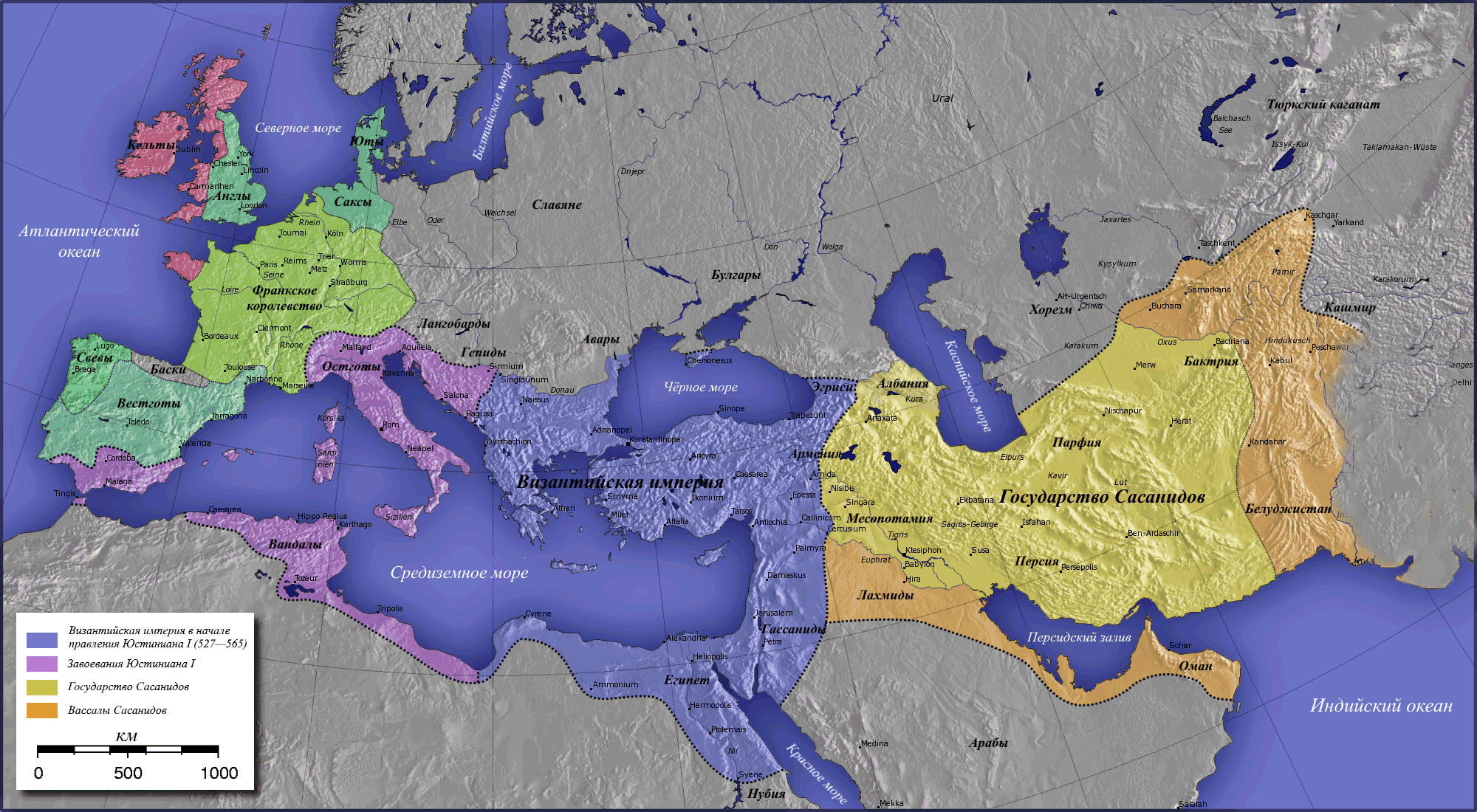
Расширение территории Византии с начала правления Юстиниана (синим цветом выделена империя на момент начала правления Юстиниана в 527 году) и до его смерти (фиолетовым цветом выделены завоёванные полководцами Юстиниана территории к 565 году)

О существовании внешнеполитической доктрины Византии в целом и в правление Юстиниана в частности можно судить только по косвенным признакам. Тенденция, существовавшая во второй половине V века и в первые десятилетия VI века состояла в том, что Византия самоустранилась с территории бывшей Западной Римской империи, позволив возникнуть там «варварским королевствам». В современной историографии имя Юстиниана связывают прежде всего с идеей «восстановления Римской империи», или «реконкисты Запада». В настоящее время существует две теории относительно вопроса, когда была поставлена эта цель. Согласно одной из них, ныне более распространённой, идея возврата Запада существовала в Византии начиная с конца V века. Эта точка зрения исходит из тезиса, что после возникновения варварских королевств, исповедующих арианство, должны были сохраниться общественные элементы, которые не признали утрату Римом статуса великого города и столицы цивилизованного мира и не согласились с господствующим положением ариан в религиозной сфере. Альтернативная точка зрения, не отрицающая общего стремления возвратить Запад в лоно цивилизации и ортодоксальной религии, относит возникновение программы конкретных действий после успехов в войне с вандалами. В пользу этого говорят различные косвенные признаки, например исчезновение из законодательства и государственной документации первой трети VI века слов и выражений, так или иначе упоминавших Африку, Италию и Испанию, а также утрата интереса византийцев к первой столице империи. В религиозных взглядах Юстиниана видел происхождение его внешнеполитического курса известный византинист Г. А. Острогорский. По его мнению, как христианский владыка, Юстиниан полагал Римскую империю понятием, идентичным христианскому миру, и победа христианской религии была для него столь же священной задачей, как и восстановление римского могущества.
К началу правления Юстиниана Византия, благодаря своим размерам, военной мощи и силе своих институтов, была самым могущественным государством в Европе. Её соседями на западе были королевства германцев. Во всех этих королевствах завоеватели составляли незначительное меньшинство, и унаследовавшие римскую культуру потомки жителей империи могли достигать высокого социального положения. В начале VI века эти образования, с разной степенью успеха поддерживавшие единство на подвластных им территориях, процветали в правление своих выдающихся правителей — франки в северной Галлии при Хлодвиге, бургунды в долине Луары при Гундобаде, остготы в Италии при Теодорихе Великом, вестготы в южной Галлии и Испании при Аларихе II и вандалы в Африке при Тразамунде. Однако в 527 году, когда Юстиниан вступил на престол, королевства находились в сложной ситуации. В 508 году вестготы были изгнаны из большей части Галлии франками, чьё королевство было разделено при сыновьях Хлодвига. В первой половине 530-х годов от франков потерпели поражение бургунды. В 519 году Теодорих предложил Юстину усыновить своего зятя Евтарика, но тот умер в 522 году. Со смертью Теодориха в 526 году в Королевстве остготов начался кризис, хотя ещё при жизни этого правителя обострился конфликт между партиями сторонников и противников сближения с Византийской империей. Похожая ситуация сложилась в начале 530-х годов в Королевстве вандалов и аланов.
На востоке единственным противником Византии было персидское государство Сасанидов, с которым империя с небольшими перерывами вела войны с начала III века. К началу VI века это было процветающее и развитое государство, примерно равное по площади Византии, протянувшееся от Инда на востоке до Месопотамии на западе. Основными вызовами, которым противостояло государство Сасанидов в начале правления Юстиниана, были сохраняющаяся угроза вторжений гуннов-эфталитов, впервые появившихся у границ во второй половине V веке, внутренняя нестабильность и борьба за шахский престол. Примерно тогда зародилось народное маздакитское движение, выступавшее против аристократии и зороастрийского духовенства. В начале своего правления шах Хосров I Ануширван (531—579) оказывал поддержку маздакитам, но к концу его правления оно стало представлять угрозу для государства. При Юстине I существенных военных событий, связанных с Персией не происходило. Из дипломатических событий примечательна инициатива шаха Кавада, предложившего Юстину в середине 520-х годов усыновить своего сына Хосрова и сделать его наследником Римской империи. Это предложение было отвергнуто. Степень сходства и антагонизма двух крупнейших империй поздней Античности активно обсуждается. Оценки значительно расходятся, но многие исследователи признают сходство их военной организации и культурное взаимовлияние.
Ещё одним регионом основных внешнеполитических интересов являлся дунайский регион. В 440-х годах граница там была прорвана гуннами под предводительством Аттилы, а затем готами. В 505 году, заключив мир с Персией, император Анастасий решил пресечь попытки короля остготов Теодориха Великого укрепиться в Иллирии, однако в нескольких битвах византийская армия вместе с союзниками-гепидами была разбита. Гепиды при этом имели собственный интерес в противостоянии с остготами, так как находились с ними в длительном конфликте за обладание Сирмием. С конца V века другим союзником Византии в Иллирии были разгромленные лангобардами герулы. При Анастасии они стали федератами, при том же императоре они утратили этот статус и получили его обратно в 528 году с принятием их королём христианства. Ещё более осложнили ситуацию масштабные нашествия пратюркских огурских и праславянских народов, живших к северу от реки Дунай, начавшиеся в 520-х годах. Во время правления Юстиниана Балканы продолжали страдать от их набегов. В отношении этих народов Юстиниан вёл оборонительную политику, придавая большую роль дипломатии и строительству крепостей. В 528 году, одновременно с активизацией боевых действий на Кавказе с Персией, была отправлена экспедиция против «гуннов» в Крым.

### Войны на Востоке
Юстиниан отличился как полководец уже в 525 году, возглавив совместный морской поход с Аксумским царством во главе с царём Калебом против иудейского государства Химьяр (современный Йемен), контролировавшего торговлю на юге Аравии и в Красном море. Поводом для экспедиции стало массовое убийство в октябре 523 года химьяритами христиан города Наджран, захваченного войском Зу Наваса. В ответ Византия, считавшая тогда миафизитов единоверцами, на рубеже 523/524 годов послала на помощь Аксуму мощный флот во главе с Юстинианом. Высадившись в двух местах христиане разгромили войска Химьяра, Зу Нувас был убит, а Хьмьяр перешёл под власть Аксума. Несмотря на личное участие Юстиниана в данных событиях, в эфиопской исторической памяти осталось имя Юстина. В дальнейшем, на востоке единственным противником Византии было персидское государство Сасанидов, с которым империя с небольшими перерывами вела войны с 220-х годов. К началу VI века это было процветающее и развитое государство, примерно равное по площади Византии, протянувшееся от Инда до Месопотамии. Основными вызовами, которым противостояло государство Сасанидов в начале правления Юстиниана, были сохраняющаяся угроза вторжений гуннов-эфталитов, впервые появившиеся у границ во второй половине V веке, и внутренняя нестабильность. Примерно в это время появилось народное маздакитское движение, выступавшее против аристократии и зороастрийского духовенства. Около 525 года шах Кавад I предложил Юстину усыновить своего сына Хосрова и сделать его наследником Римской империи с введением в едином государстве Рима и Сасанидов православия. Юстин и Юстиниан вначале были готовы пойти на такой необычный шаг, но договор не состоялся.

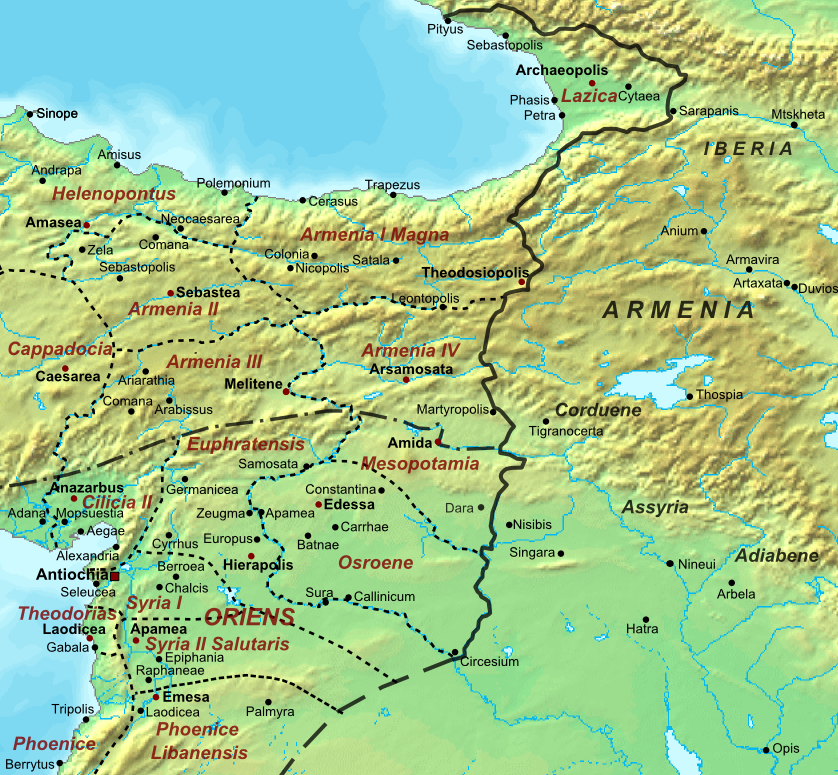
Византийско-персидская граница в период Лазской войны 541—562 годов

В конце царствования Юстина, после 20 лет мира, возобновилась война с Персией. После того, как Кавад усилил давление на Иберию, иберийский царь Гурген обратился за помощью к Юстину, который отправил в Крым к гуннам племянника Анастасия Проба, с целью подкупить кочевников для помощи Иберии. Миссия Проба оказалась безуспешной из-за того, что гунны в это время находились в состоянии междоусобной борьбы, что, однако, позволило Юстиниану впоследствии подчинить Боспорское царство. Тогда же по приказу Юстина военачальник Пётр собрал в Лазике войска для оказания поддержки Гургену против вторгшейся в страну армии Кавада, который, легко преодолев сопротивление противостоящих ему сил, захватил всю Иберию. Гурген с семьёй и свитой бежал в Константинополь, и с тех пор «персы не позволяли им <жителям Иберии> иметь своего царя, ивиры же подчинялись им против своей воли, и между теми и другими царило большое подозрение и недоверие». В 526 году Велизарий и Ситта предприняли два похода в Персармению, один из которых был неудачен, после чего в 528 году управление Арменией было реорганизовано. С приходом к власти Юстиниана пассивный с византийской стороны характер войны поначалу сохранялся. В 527 году война переместилась в Месопотамию, но без существенных успехов с обеих сторон. До 530 года, когда персы пересекли границу, активные боевые действия не велись. Чувствительное поражение персов при Даре стало первым крупным военным успехом Велизария, положив начало репутации молодого полководца. После последовавшей за тем победы в сражении при Сатале в западной Армении Юстиниан решил возобновить переговоры и даже был готов на однократную выплату Каваду, однако к весне 531 года оказалось, что шах решил отказаться от поисков мира. Возможно, на его решение повлияло отпадение Армении после чувствительных поражений или преувеличенные слухи об успехах восстания в Самарии. 19 апреля в битве при Каллинике обе стороны понесли тяжёлые потери. После года приграничных столкновений летом 532 года с преемником Кавада Хосровом был заключён «Вечный мир», ставший первым в истории отношений двух империй мирным договором без определённого срока действия. По его условиям Византия отдала Ирану золотые копи в Фарангии, крепость Болоно и обязалась выплатить Персии 11 000 фунтов (110 кентинариев) золота за охрану Каспийских ворот, а также перенести резиденцию дуки Месопотамии из Дары в Константину.
В конце 530-х годов обострилась вражда между союзными Византии гассанидами, возглавляемыми Арефой, и лахмидами, поддерживаемыми Ираном. Обе стороны обвиняли друг друга в нарушении границ в районе страты Диоклетиана, а их сюзерены обменивались взаимными обвинениями в переманивании вассалов. До нашего времени дошла как византийская точка зрения, изложенная Прокопием Кесарийским, так и персидская в трудах Мухаммада ат-Табари. Вероятно, Юстиниан действительно пытался подружиться с Мундаром, который действительно нападал на территорию Византии. Эти обстоятельства вместе с сохранившейся необходимостью платить дань эфталитам стали причиной новой войны. Весной 540 года персидская армия, возглавляемая лично Хосровом I, вторглась в византийскую Месопотамию. Шах захватил расположенную на берегу Евфрата Суру и угрожал Иераполю, который был покинут военачальником Вузой с лучшими воинами. Несколько византийских городов либо заплатили персам выкуп, либо были захвачены. Захват и разрушение отказавшейся выплатить 10 кентинариев Антиохии, одного из крупнейших городов империи, выявил имеющиеся в империи сложности с логистикой и слабую способность Византии быстро собрать войско для отражения внезапных атак. В результате Юстиниан был вынужден срочно пытаться договориться, однако Хосров, обвиняя римлян в возникновении сложившейся ситуации, потребовал большую сумму денег, соглашаясь за 50 кентинариев единовременно и 5 кентинариев ежегодно взять на себя труды по защите Кавказских ворот. Ответа императора в этом году не последовало, и персы покинули территорию Византии. Кампании 542 и 543 годов не принесли персам решающего успеха, и перемирие 545 года завершило военные действия в регионе.
Нарастающее недовольство византийским правлением в Закавказье, связанное с тяготами содержания пограничной армии и попытками византийских правителей нажиться на местном населении, привело к тому, что в начале 540-х годов лазский царь Губаз II обратился к Хосрову с просьбой принять Лазику в своё полное распоряжение. Шах принял его предложение и, захватив в 541 году ряд крепостей, включая недавно основанную Петру, установил свой контроль над регионом. Отпадение от Византии не принесло ожидаемого мира и процветания Лазике. Установив свой контроль над этим регионом, персы вновь занялись насаждением зороастризма и даже планировали выселить местное население, заселив страну персами. Опасаясь за свою жизнь, Губаз запросил помощи Юстиниана и вступил в союз с аланами и сабирами. Воспользовавшись тем, что основные силы персов в 542 году воевали в Палестине, 30-тысячная византийская армия начала вторжение в Персармению и попыталась захватить столицу этой области, Двин, однако из-за отсутствия единоначалия успех не был достигнут. Персы же смогли только захватить и разрушить Каллиник, поскольку Велизарию к этому времени удалось собрать значительные силы в Дуре-Европосе. В 543 году персы вновь действовали на Кавказе, добившись, несмотря на свирепствовавшую там эпидемию, успехов на территории Албании. После осады в 544 году Эдессы, которая принесла персам 5 кентинариев золота, было заключено на 5 лет перемирие, по которому римляне выплатили 20 кентинариев. Перемирие не прекратило вражду гассанидов и лахмидов, и в 546 году во вспыхнувшей между ними войне победа была на стороне Арефы. Примерно к 547 году относится совершённый по просьбе Юстиниана поход химьяритского царя Абрахи на Персию. В 549 году Юстиниан отправил 8000 войско под командованием Дагисфея, нанёсшего персам ряд чувствительных поражений, но в начале 550-х годов более удачливы были персидские военачальники Мермерой и Нахораган. В 557 году было заключено перемирие, а в 561/562 году был подписан «Пятидесятилетний мир», по которому Хосров признавал Лазику византийским владением за ежегодную выплату золотом. Одним из обсуждавшихся при заключении мира вопросов была принадлежность Сванетии, бывшей в то время частью Лазики, однако тут стороны к соглашению не пришли.

### Войны на Западе

Карта кампаний Вандальской войны

Первым шагом юстиниановской реконкисты стало отвоевание Африки. Возникшее в 429—442 годах на территории римских провинций Африка, Бизацена, Триполитания и Нумидия Королевство вандалов и аланов занимало лишь половину прежнего диоцеза Африка, тогда как остальную часть заняли различные племена мавров. Обозначая цели этого предприятия в своём Кодексе, император указал, что считает необходимым «отмщение обид и оскорблений», нанесённых арианами-вандалами православной церкви, и «освобождение народов столь большой провинции от ярма рабства». Результатом этого освобождения должна была стать возможность населения жить «в наше счастливое правление». Действительно, различные источники сообщают о суровых репрессия против христиан-никейцев при короле Хунерихе (477—484). В то же время короля Тразамунда (496—523) называли «другом Анастасия», а его преемника Хильдериха, приходившегося внуком Валентиниану III и кузеном Аникие Юлиане, в Константинополе принимал Юстиниан. Хильдерих издал эдикт о веротерпимости к никейцам, и формальной причиной войны с королевством вандалов стала узурпация власти Гелимером в 530 году. Противником экспедиции в Африку по финансовым соображениям был Иоанн Каппадокийский. После заключения «Вечного мира» с Персией сложилась благоприятная обстановка для начала новой войны, и в июне 533 года Велизарий с флотом из 92 дромонов в сопровождении 500 транспортов отправился в экспедицию из Сицилии. Одновременно в Триполи поднял восстание Пуденций, и Юстиниан послал ему военную помощь, в результате чего вандалы утратили контроль над восточной частью своего королевства. В это же время о своей независимости на Сардинии объявил её наместник Года. Византийцы воспользовались этими обстоятельствами и полностью разгромили взятое врасплох войско вандалов в битве при Дециме 13 сентября 533 года и на следующий день Велизарий взял Карфаген. В декабре того же года при Трикамаре армия вандалов была вновь побеждена. Король бежал в горы в Нумидии, но сдался весной следующего года. Летом 534 года он вместе 2000 вандальскими воинами был доставлен в Константинополь для участия в триумфе. Среди огромного количества сокровищ, возвращённых Велизарием, были иудейские реликвии, захваченные императором Титом. В той же кампании были присоединены Сардиния, Корсика, Балеарские острова и крепость Септем (ныне Сеута) около Гибралтарского пролива. В преамбуле закона от ноября 533 года Юстиниан перечислил свои победные титулы: «Alammanicus, Gothicus, Francicus, Germanicus, Anticus, Alanicus, Vandalicus, Africanus». Префектура претория в Африке была организована в апреле 534 года. Следующие годы были посвящены борьбе с маврами и подавлению недовольства в собственной армии.

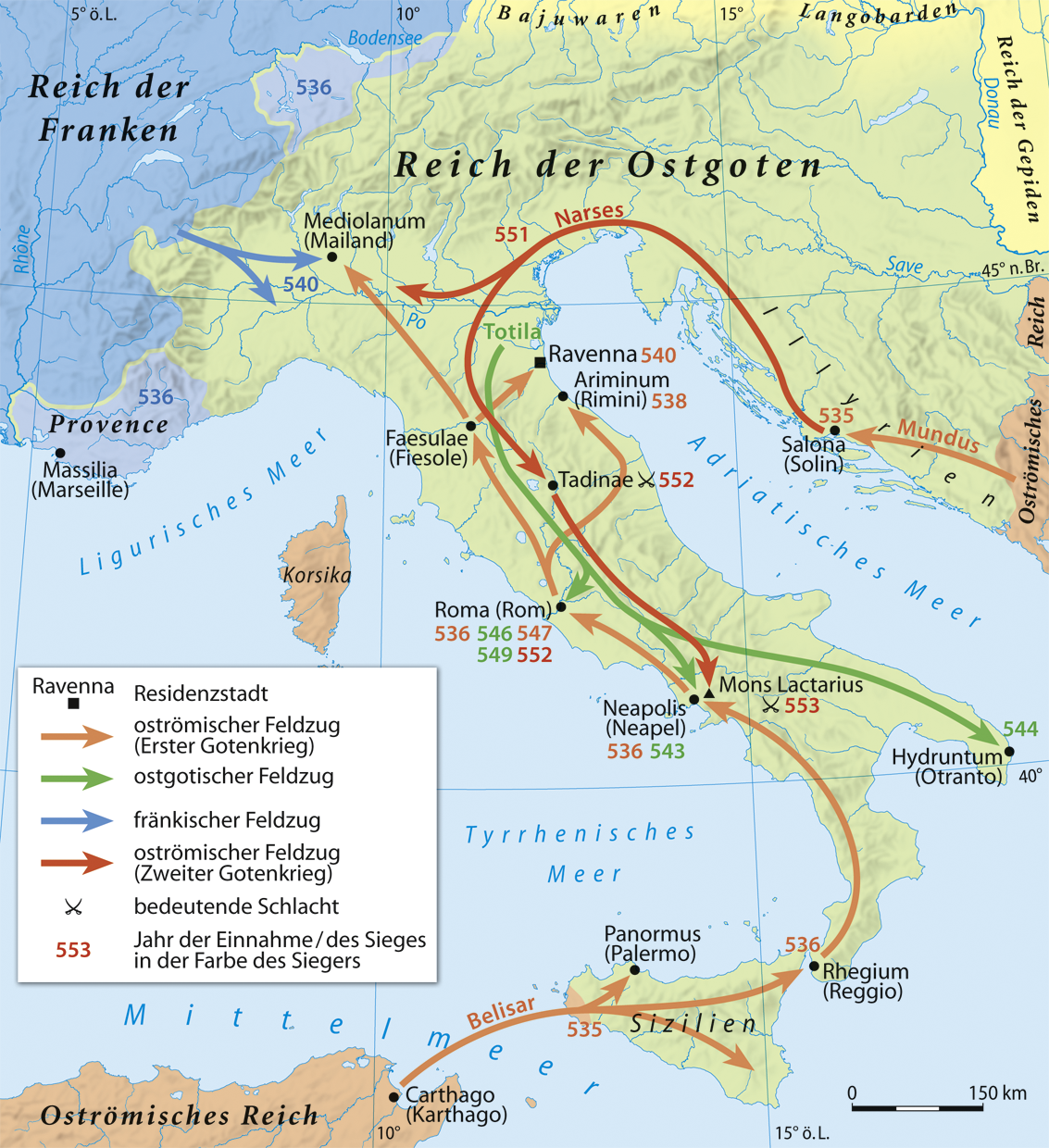
Византийско-готские войны в 535—554 годах

Как и в африканском государстве вандалов, в Королевстве остготов к началу 530-х годов существовали партии сторонников и противников сближения с Византией. Отношения между двумя государствами, хорошие на протяжении большей части царствования Теодориха Великого (493—526), испортились в последние годы правления остготского монарха. Казнь лояльных к Византии Боэция в 524 году и следующем году Симмаха были болезненно восприняты в Константинополе. После смерти Теодориха власть перешла к его дочери Амаласунте, ставшей опекуншей при своём малолетнем сыне Аталарихе (526—534). О провизантийской ориентации Амаласунты сообщают Прокопий Кесарийский и Кассиодор. При ней были сделаны важные уступки римскому сенату и ортодоксальному духовенству. Политика сближения с Византией вызвала оппозицию со стороны остготской военной знати. С началом Вандальской войны Амаласунта оказала поддержку Юстиниану, разрешив Велизарию снабжать свою армию продовольствием из Сицилии. Также были предоставлены кони и опорные пункты для нападения на Вандальское королевство. В результате после разгрома вандалов королевство остготов лишилось своего союзника, а правительство Амаласунты столкнулось с ещё большим возмущением оппозиции. Учитывая смертельную болезнь Аталариха и сознавая непрочность своего положения, Амаласунта вела тайные переговоры об уступки власти в Италии Юстиниану. Юстиниан, в свою очередь, проявлял признаки желания вмешаться в итальянские дела, неоднократно издавая адресованные Риму законы. После смерти Аталариха 2 октября 534 года Амаласунта выбрала соправителем двоюродного брата Теодахада, кандидатура которого казалась приемлемой как для остготской знати, так и для римского сената. Несмотря на все попытки Амаласунты сделать Теодахада своим союзником, после прихода к власти он в октябре 534 года заточил, а 30 апреля 535 года приказал убить королеву. Согласно мнению большинства историков VI века (Прокопия, Иордана, Марцеллина Комита) именно это убийство явилось основной причиной войны между Византией и королевством остготов. В 535 году, ввиду явных приготовлений Юстиниана к войне, король Теодахад направил в Константинополь с дипломатической миссией папу Агапита I. Но, как сообщает церковный историк Либерат Карфагенский, император отказал ему в сохранении мира ввиду значительности уже понесённых на приготовление к войне расходов и нежелании отзывать подготовленную армию. Вступив в переговоры с меровингскими правителями, Юстиниан заручился их нейтралитетом в предстоящей войне, пообещав им владения остготов в южной Галлии.
Современные историки преимущественно разделяют точку зрения Прокопия Кесарийского, рассматривавшего Балканы как второстепенное направление внешней политики Юстиниана, призванное обеспечить пути сообщения для войск в Италии. В середине V века гепиды входили в союз племён Аттилы. После ухода остготов в Италию они заняли Паннонию, и в 507 году под предводительством Мунда разгромили армию Анастасия. Между смертью Теодориха в 526 году и началом вторжения Юстиниана в Италию гепиды стали союзниками Византии и воевали с остготами за Сирмий. Вероятно, в начале правления Юстиниана Византия установила отношения лангобардами. В 545/546 им были отданы Паннония Первая и Паннония Валерия, а затем предложены субсидии. В 546 году набег вторгшихся во Фракию славян Нарсес смог отразить только с помощью недавно нанятых герулов. Славяне вторгались в пределы империи после этого зимой 547/548 года, когда они дошли до Эпидамна. В 549 году результатом дипломатических усилий Византии стала начавшаяся между гепидами и лангобардами война, в которой Юстиниан принял сторону более слабых лангобардов. Византия приняла существенное участие в этом конфликте, отправив на север в общей сложности 15 000 солдат, в том числе 1500 герулов и 3000 прочих союзников. Однако германцы предпочли не начинать боевых действий, и король гепидов Торисвинт вскоре заключил перемирие с предводителем лангобардов Аудоином. В 552 году при поддержке византийской армии лангобарды смогли одержать важную победу над гепидами в битве на поле Асфельд, однако своевременный отход византийцев не позволил их победе стать полной. В результате сильного ослабления противников Юстиниан смог вернуть утраченные части провинций Прибрежной Дакии и Верхней Мёзии, хотя и без Сирмия. Далее на северных Балканах в оставшуюся часть царствования Юстиниана было спокойно. В 558 году кутригуры под предводительством хана Забергана провели несколько набегов на Константинополь, но престарелый Велизарий во главе 300 дворцовых стражников, городской милиции и местных крестьян смог защитить городские стены. В 558 году союзниками империи в Северном Причерноморье стали появившиеся там с востока авары, с помощью которых удалось разрушить булгарскую конфедерацию и нанести поражение антам в степях между Доном и Дунаем. В результате своего продвижения на запад, авары в начале 560-х годов поселились к северу от Дуная и стали получать субсидии из Византии. Возрождение оборонительного потенциала Византии во Фракии началось только после завершения всех войн на Западе и Востоке в начале 560-х годов, а окончательное решение проблемы с гепидами произошло уже при Юстине II.
В 520-х годах началось масштабное нашествие пратюркских огурских и праславянских народов, живших к северу от реки Дунай. В 528 году, одновременно с активизацией боевых действий на Кавказе с Персией, была отправлена экспедиция против «гуннов» в Крым. Согласно хронистам, ранее «царь гуннов» Гордас посетил Константинополь и принял христианство. По возвращении он стал распространять в своём государстве христианство и уничтожать идолы, но был убит своим братом Муагером. В ответ Юстиниан отправил морем и по суше крупную армию, в которую были включены союзные остготы под командованием Бадуария и Годилы, и без боя установил свой контроль над Крымом. Едва вернувшись из Крыма, Бадуарий был отправлен отражать вторжение тюркско-огурских кочевников, которых Малала называет «гуннами», а Феофан Исповедник идентифицирует как булгар. Вместе с дукой Второй Мёзии Юстином он потерпел поражение, однако после 529 года положение дел на этом направлении улучшилось, что связывают с успешной военной и дипломатической деятельностью перешедшего на византийскую службу Мунда. В этот же период успешно против склавен во Фракии действовал Хильбудий.

## Внутренняя политика

### Юридические реформы

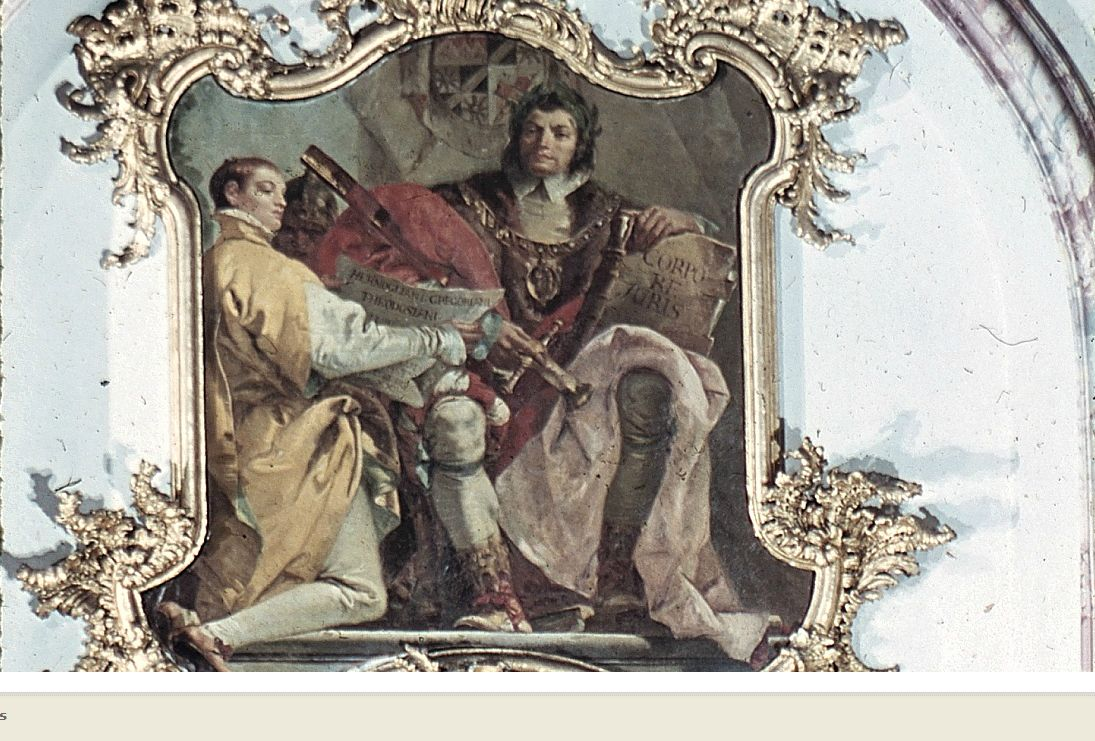
Император Юстиниан как создатель Corpus iuris civilis. Фреска Дж. Д. Тьеполо, Вюрцбургская резиденция

Одним из первых проектов Юстиниана была инициированная масштабная юридическая реформа. 13 февраля 528 года была учреждена правовая комиссия во главе с Иоанном Каппадокийским, задача которой было собрать и систематизировать законодательные акты из кодексов Грегориана и Гермогениана времён императора Диоклетиана, а также законодательство императора Феодосия. Необходимо было оставить только сохранившие актуальность законы, при необходимости переформулировав оставшиеся. 7 апреля 529 года конституцией Summa было провозглашено завершение работы над первой редакцией Кодекса. Таким образом, задача, которая у юристов Феодосия II заняла десятилетие, была выполнена чуть более, чем за год.
15 декабря 530 года была учреждена вторая комиссия во главе с Трибонианом. Перед ней была поставлена задача кодифицировать решения римских юристов от времён Римской республики до IV века. Аналогичное предприятие также планировалось осуществить при Феодосии II, но работа не была завершена по причине трудности согласования мнений юристов древности. Состоящие из более чем 150 тысяч строк Дигесты были завершены 16 декабря 533 года; успех данного предприятия император приписал божественному провидению. В процессе составления Дигест комиссия Трибониана осуществляла многочисленные интерполяции. Применительно к Дигестам интерполяции (лат. emblemata Triboniani) осуществлялись в виде изменений, дополнений или пропусков, произведенных в текстах классических юристов. Внесение интерполяций являлось исторически необходимым: за прошедшие столетия появились новые институты, ряд прежних взглядов был забыт, многие институты являлись явными анахронизмами. Таким образом, кодификация стала на путь частичного подновления текстов. Во избежание искажений, Юстиниан запретил комментирование Дигест. Третьим элементом законодательного свода стали обучающие материалы, Институции. Работа над ними была завершена 21 ноября 533 года. Институции подготовил Трибониан при участии профессоров двух главных юридических школ, Беритской и Константинопольской. Не входя в комиссию, Юстиниан был активным участником её деятельности. Бертольд Рубин полагает, излишние вставки из древних юристов и тяжеловесные формулировки могли быть результатом личного участия императора. По итогу работы над Дигестами и Институциями, второй комиссией было подготовлено второе издание Кодекса. Под техническим названием Codex repetitae praelectionis, три основные составляющие римского права — Дигесты, Кодекс Юстиниана и Институции — был официально обнародован 29 декабря 534 года.
Начиная с 535 года законотворчество осуществлялось, преимущественно, в рамках Новелл. Большинство новелл Юстиниана посвящено правовым вопросам светского характера, однако 36 новелл имеют своим предметом церковное устройство и административное управление. Церковные новеллы посвящены преимущественно рассмотрению одного из трёх вопросов — церковного управления, духовенству и организации монастырской жизни. Из общей массы церковных новелл выделяются регулирующая вопросы церковной собственности новелла 120 и новелла 123, касающаяся различных сторон церковной жизни. Эти две новеллы, как и новеллы 117 и 118, посвящённые семейному праву и законам о наследовании, могут быть названы «кодифицирующими», поскольку они преимущественно повторяют более старые законы с небольшими изменениями. В отличие от своих предшественников, Юстиниан уделил внимание правовой защите женщин. Изнасилование стало тяжким преступлением, была усилена правовая защита имущества жён и приданого, расширены возможности по узакониванию внебрачного потомства. Видимо, под влиянием Феодоры, были приняты законы о правах актрис. Женщин было запрещено подвергать тюремному заключению — если требовалась изоляция от общества, то местом заточения должен был быть монастырь. Были уточнены основания для развода.
Юстиниан первым среди римских императоров назвал себя «живым законом» (др.-греч. νόμος ἔμψυχος). Подобно тому, как Феодосий II 447 году направил свои законы в дар западному императору Валентиниану III, он в ноябре 534 года направил свой кодекс в Италию до начала экспедиции Велизария. В 554 году Юстиниан ввёл Прагматическую санкцию, распространивших действие кодекса в Италии. Именно тогда копии его кодификации римского права попали в Италию.

### Экономическое положение Византии при Юстиниане

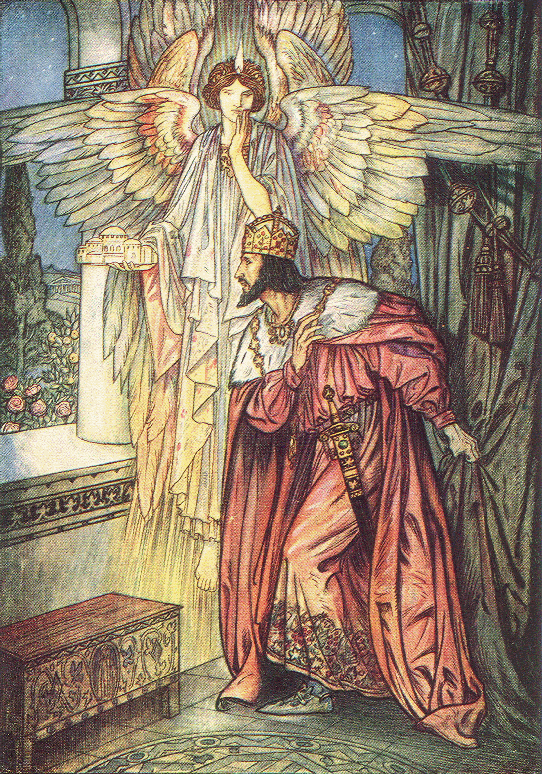
Ангел показывает Юстиниану модель Собора святой Софии

В не меньшей степени, в какой современники осуждали религиозную политику Анастасия, они превозносили его бережливость. При Анастасии завершился начатый в III веке процесс перевода налогов из натурального выражения в денежную форму (adaeratio). Возникающую в данной связи проблему обмена между золотыми, серебряными и медными монетами, император решал своими реформами 498 и 512 годов, выпустив в обращение бронзовые монеты мелкого номинала. Унаследовав от Льва I и Зинона пустую казну, он оставил после себя 320 000 фунтов золота. Как отмечает историк Питер Саррис (Peter Sarris), накопления Анастасия ничего не стоили аристократии, но вызвали обнищание низших слоёв общества. Мятежи против его финансовой политики вспыхивали в Константинополе и Антиохии. Обрушившиеся при Юстине на Византию многочисленные природные бедствия, нашествия варваров, упадок внешней торговли и дорогостоящие строительные начинания, к моменту воцарения Юстиниана полностью исчерпали наследство Анастасия.

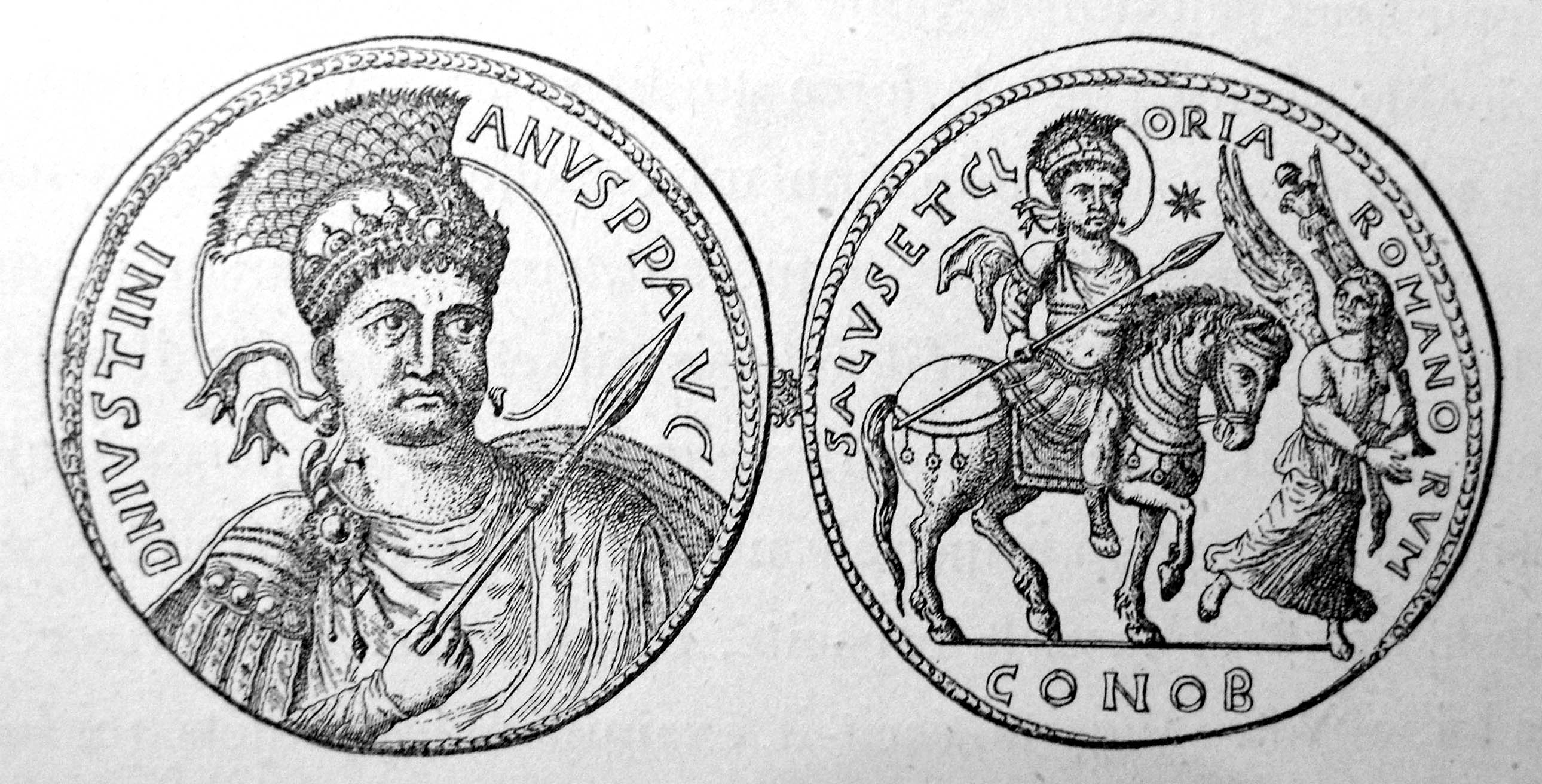
Византийская монета с изображением статуи Юстиниана

Детальных сведений об экономической деятельности в правление Юстиниана не сохранилось. Сирия, Египет и Малая Азия демонстрировали признаки процветания, но общая картина отражала, скорее упадок и стагнацию. Нарративные источники, прежде всего исторические произведения и житийная литература, позволяют предположить, что между различными частями империи поддерживалась интенсивная морская торговля, а города были тесно связаны со своими прилегающими сельскими районами и между собой. Оценка общего бюджета империи для периода между 300 и 600 годами варьируется от 7 до 13 миллионов солидов. С точки зрения доходов завоёванные Африка и Италия на порядок уступали возможностям старых провинций Востока, что делало военные кампании Юстиниана финансово не оправданными. В Африке византийская администрация установила более высокий уровень налогов, чем был при вандалах, но это не привело к долгосрочным волнениям. Постепенно была устранена угроза набегов мавров, в результате чего выросло сельскохозяйственное и ремесленное производство. Приоритеты начального периода правления Юстиниана — необходимость укрепления личной власти, масштабное строительство, административная и религиозная политика привели к уменьшению средств, выделяемых на войну в Персией 526—532 годов. В масштабах империи расходы на войну не были большими, и могли быть ещё меньше, если бы военные действия велись на территории противника. Значительные расходы империя из-за вторжений в приграничные области арабских союзников Персии.
Отражением экономических успехов Юстиниана является реализованная им масштабная программа строительства. К его правлению относят появление ряда важных инноваций в архитектуре, прежде всего связанных с технологией возведения куполов. С развитием литургии купола в VI веке приобрели символическое значение. Задача создания символизирующего мироздание купольного храма была поставлена перед зодчими в начале VI века, и уже в первой половине столетия было создано его высшее воплощение — собор Святой Софии в Константинополе. Разрушения, имевшие место во время восстания Ника, позволили Юстиниану перестроить и преобразить Константинополь. Одним из уничтоженных огнём сооружений был освящённый в 360 году собор Святой Софии. По поручению императора строительство нового храма возглавили архитекторы Анфимий из Тралл и Исидор Милетский. Построенный в 532—537 годах, собор стал самым сложным и грандиозным архитектурным творением эпохи Юстиниана. Идейным средоточием и центром архитектурной композиции здания стал гигантский 32-метровый купол, перекрывающий центральный неф на высоте почти 40 метров. Прокопий Кесарийский писал, что из купола Софийского собора «появляется первая улыбка дня», а «всё это, сверх всякого вероятия искусно соединённое в высоте, сочетаясь друг с другом, витает в воздухе, опираясь только на ближайшее к себе, а в общем оно представляет замечательную единую гармонию всего творения. Всё это не позволяет любующимся этим произведением долго задерживать свой взор на чём-либо одном, но каждая деталь влечёт к себе взор и очень легко заставляет переходить от одного к другому». Архитектура собора оказала огромное влияние на дальнейшее развитие византийского зодчества, не только храмов крестово-купольной композиции, но также дала толчок прогрессу храмов центрально-купольной системы. Купол собора перенёс землетрясения 553 и 557 года, но обрушился 7 мая 558 года, что стало одной из значительных катастроф царствования Юстиниана. Дальнейшим выражением новых тенденций стал храм Сан-Витале в Равенне, завершённый в 548 году. Одна из самых масштабных церквей, построенных Юстиниананом, Неа-Экклесиа, была возведена в Иерусалиме по просьбе Саввы Освященного. При Юстиниане, в память о Феодоре, был значительно расширен монастырь Святой Екатерины на Синайском полуострове.
В VI веке приоритетом строительной деятельности на Балканах стали фортификационные сооружения. Прокопий перечисляет более 600 населённых пунктов, где Юстиниан построил или восстановил крепости. Современный научный консенсус признаёт за Юстинианом и центральным правительством лишь общую координацию и поощрение строительной программы, а приписываемую ему Прокопием в «О постройках» заботу о каждом отдельном сооружении в провинциях относит к ведению местных светских и церковных властей.
Катастрофические последствия для экономики имела эпидемия чумы, начавшаяся в начале 540-х годов. Точное количество её жертв не известно, но в одном только Константинополе умерло 240 000 человек. По всей империи умерло порядка трети населения. Значительное уменьшение населения привело к резкому снижению производства сельского хозяйства. Итог правления Юстиниана его племянник и преемник Юстин II охарактеризовал так: «Мы нашли казну разоренной долгами и доведенной до крайней нищеты, и армию до такой степени расстроенной, что государство предоставлено беспрерывным нашествиям и набегам варваров».

### Административные реформы

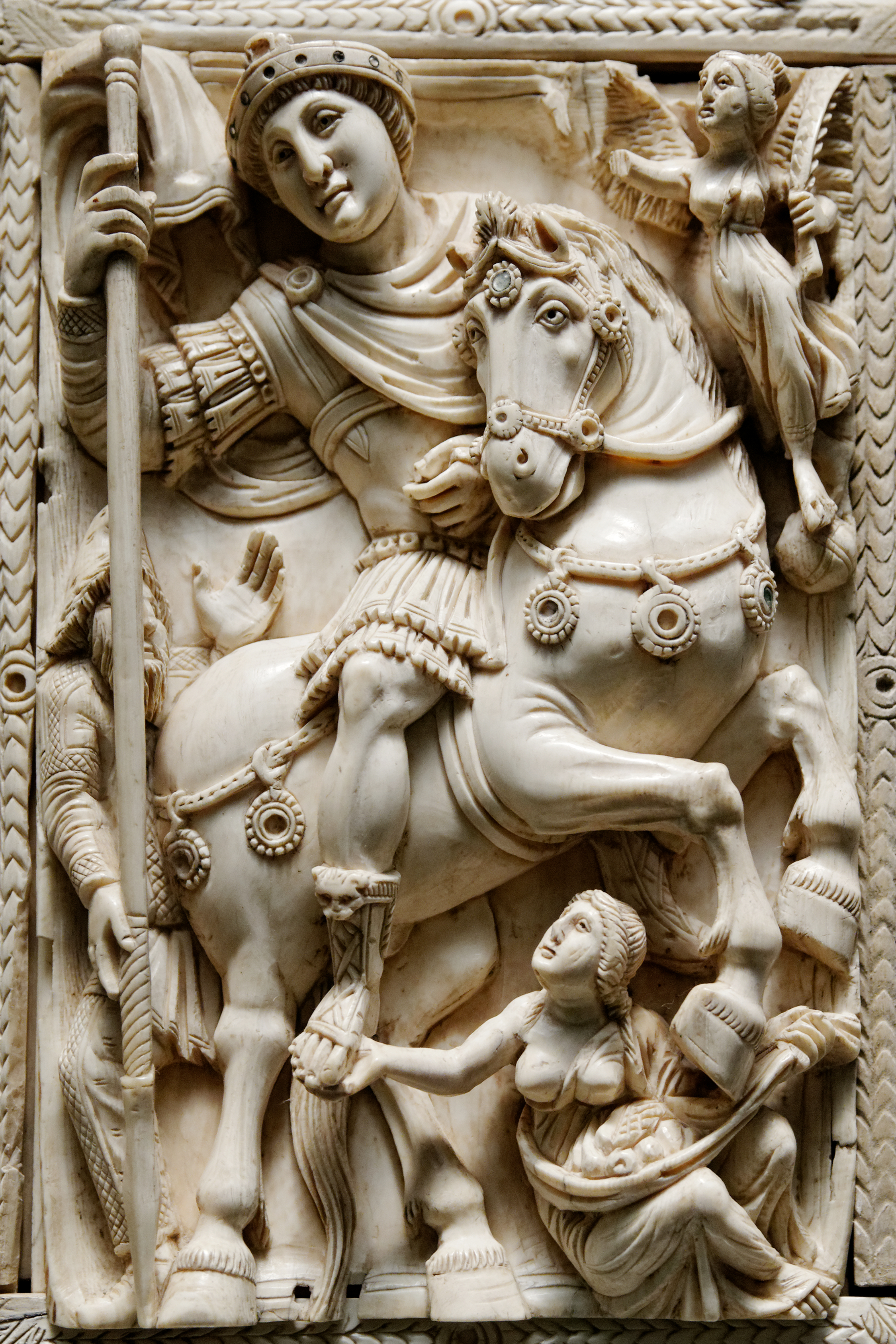
Изображение императора-триумфатора на центральной панели диптиха Барберини часто связывают с Юстинианом

С точки зрения государственного управления, правление Юстиниана было отмечено рядом тенденций. С одной стороны, он унаследовал структуру государственного аппарата практически в том виде, который, сложился в Римской империи во второй половине IV века при императоре Валентиниане I. С другой, накопившееся недовольство общества и деградация качества управления требовали проведения реформ. В результате, в правление Юстиниана была проведена серия реформ, имевших целью унификацию и повышение эффективности государственного управления Византии. В ходе преобразований губернаторы провинций получили возможность самостоятельно принимать основные управленческие решения, не запрашивая санкций императора и его двора. Основные изменения были осуществлены под руководством и при непосредственном участии самого Юстиниана и префекта Востока Иоанна Каппадокийского в 535—538 годах. На муниципальном уровне основной задачей Юстиниана было предотвращение оттока куриалов, предпочитавших тяготам и обязанностям обустройства городов государственную службу или церковную карьеру. В правление Юстиниана ускорился процесс обретения императорской властью сакральных черт. В своей новелле 105 он утверждает, что «Бог подчинил императору самые законы, посылая его людям как одушевленный закон». Чиновники теперь непосредственно связаны с персоной императора, называясь в своих титулах «юстиниановскими» преторами, проконсулами, модераторами и т. д. При нём прекратилась прежняя система летосчисления по индиктам и консулам, с 537 года в законах год указывался от начала правления императора. Веря в божественное происхождение своей власти, Юстиниан настаивал на слове др.-греч. κύριος («господь») в качестве обращения в свой адрес. Юстиниан правил «милостью божией» и первым ввёл в использование титул «христолюбивый». Также при нём чаще стали использоваться победные титулы.
Одним из направлений реформы было изменение административно-территориального деления. Какое Юстиниан унаследовал от своих предшественников разделение на провинции в точности не известно. Предполагается, что оно не сильно отличалось от того, которое было в конце IV века. Начало административным реформам Юстиниана было положено изданием 15 апреля 535 года 8-й новеллы. Майкл Маас относит к числу подготовительных законов новеллу 23, обнародованную в январе того же года, упорядочившую порядок апелляций в провинциях. Последовавшие за ними в следующие несколько лет «провинциальные» новеллы были необычны как по форме, так и по содержанию. Большинство из относящихся к административной реформе новелл снабжены преамбулой, помещающей изменения в соответствующей провинции в исторический контекст. На основе исторических аналогий и специфики связей провинции с Римом, Юстиниан обосновывал подходящий для неё способ управления, со своими названиями должностей и уровнем оплаты. Получившаяся в результате иерархия не повторяла ни одну из ранее существовавших в римской истории. По мнению ряда исследователей, «антикварианистическими» реминисценциями Юстиниан пытался сделать свои преобразования более приемлемыми для ностальгирующей по римскому прошлому части византийского общества.
Одной из важнейших целей административной реформы Юстиниана было искоренение злоупотреблений при назначении на гражданские и военные должности. Лежащая в основе кадровой политики империи «суффрагиальная система» решала проблему замещения незначительных должностей, по которым император не имел возможности или желания принимать решение. Система существовала со времён Республики, когда под суффрагием (лат. suffragium) понимался голос, отдаваемый за кандидата на должность. Относительно сути суффрагия в последующие столетия мнения историков существенно различаются но, в целом несомненно, что к IV веку суффрагаторы, то есть рекомендатели, оказывали свои услуги за деньги. К началу правления Юстиниана ситуация, видимо, стала настолько критичной, что своей 8-й новеллой «суффрагиальную систему» он полностью запретил, а каждого вступающего в должность губернатора или викария обязал поклясться во имя Отца, Сына, четыре Евангелия, Девы Марии и архангелов, что он не получил свой пост благодаря взятке. Согласно написанной придворным историком Прокопием Кесарийским «Тайной истории», этот запрет продержался не долго, и уже через год продажей должностей занимался сам Юстиниан. В большинстве случаев выплаты шли в императорскую казну и могли затем предназначаться в качестве дополнительной платы префектам претория или другим высшим чиновникам. В других случаях выплаты шли предшественнику или начальнику назначаемого чиновника в качестве компенсации теряемой им выгоды из доходов провинции. Было произведено разделение почти всех провинций на две категории: консульские и президальные. Плата за должности в консульских провинциях была выше. Эти мероприятия были направлены против строгого иерархизма, способствовавшего процветанию суффрагиальной системы, когда префекты покупали должности у императора, викарии у префектов, правители провинций у викариев, а правители провинций продавали должности своих заместителей. Таким образом, эта система стала на одну ступень короче. Губернаторам был составлен набор стандартных инструкций (лат. mandata), и в противовес им была реформирована и усилена должность «защитника города» (лат. defensor civitatis). Дефенсорам было доверено рассмотрение всех тяжб по суммам менее, чем 300 солидов — в результате жители провинций были избавлены от необходимости нести высокие расходы по мелким делам перед судом губернатора. Часть губернаторов была повышена в ранге с clarissimus до spectabilis, и теперь апелляции по вынесенным ими судебным решениям должен был принимать не лично префект Востока, а трибунал из префекта и квестора священного дворца. Э. Оноре отмечает, что Юстиниан в административных преобразованиях не смешивал профессиональные требования со своими моральными и религиозными пристрастиями, и о массовых кадровых чистках в связи с неортодоксальностью или неправильной сексуальной ориентацией чиновников ничего не известно.
Основной проблемой, попыткам борьбы с которой посвящена значительная часть законодательства Юстиниана, являлся отток куриалов и их имущества из городов. К VI веку роль городского самоуправления, по сравнению с эпохой античных полисов, значительно уменьшилась. Неспособность городских собраний организовывать дорогостоящие мероприятия была заметна уже в начале V века. В столицах провинций затраты на организацию зрелищ брали на себя губернаторы, причём нередко — за счёт средств, собранных другими городами провинции. Губернаторам приходилось также финансировать экстраординарные закупки продовольствия в случае голода, возведение памятных сооружений в честь прибытия императора и т. п. Поскольку самые состоятельные граждане уклонялись от занятия высоких постов в городах, на их место приходили люди умеренного достатка, не имевшие возможности противостоять влиянию имперских чиновников. Необходимость в «защитнике города» (defensor Civitatis) на Западе была осознана не позднее 409 года, тогда как на Востоке это произошло почти на столетие позже. В 505 году Анастасий дал право духовенству и крупным землевладельцам избирать закупщика зерна (др.-греч. σιτώνης) в случае голода, а в 545 году Юстиниан расширил их полномочия на должности куратора (curator) и «отца города» (pater civitatis). Юстиниан отмечал также ошибочность ситуации, когда на должность дефенсора избирались люди незначительные. Его решением было осуществлять избрание на основе ротации среди важнейших жителей города. Не известно, насколько эффективным оказался такой подход. В то же время усиливалось законодательное давление на куриалов. Воспринимая их как порочных коррупционеров, желающих любыми способами уклониться от исполнения своих обязанностей, в 531 году Юстиниан ограничил право членов курии на вступление в монастырь. С помощью сурового законодательства император ограничивал возможности куриалов по наследованию и распоряжению своим имуществом. Изданная в 536 году новелла 38 запрещала куриалам передавать имущество частным лицам и устанавливала обязательство завещать ¾ имущества курии (вместо ¼ ранее). Эта же новелла в качестве способа пополнения куриального сословия допускала выполнение муниципальных обязанностей незаконными детьми куриалов, иногда даже без согласия отца. В кодексе Юстиниана отменялось право 30-летней давности ухода из курии, лишая таким образом куриалов надежды на освобождение.
Учитывая состояние источников, оценить эффективность имевшихся в распоряжении Юстиниана структур управления достаточно непросто. Одной из возможностей является оценка восприятия положения дел со стороны населения империи, другой — анализ достигнутого результата с точки зрения понесённых затрат. Император использовал различные способы коммуникации со своими подданными, от официальных прокламаций до изображений на монетах, но с точки зрения государственного управления основным каналом было законодательство, доводимое до высших классов на провинциальных собраниях, и до прочего населения путём размещения законов на досках в публичных местах. Система работала отчасти на основе убеждения, отчасти из страха сурового наказания. Как отмечает австралийский византинист Роджер Скотт (Roger D. Scott), в византийском обществе страх считался приемлемым и полезным для общества. Хронист Иоанн Малала с одобрением относился к атмосфере страха, последовавшей за преследованием гомосексуалов, подавлением восстаний в Палестине и наказанием преступивших закон частных граждан и магистратов. С его точки зрения, Юстиниан таким образом выполнял волю Бога, делая мир лучше. В свою очередь, подданные имели возможности для коммуникации с императором, лично встретившись с ним в Константинополе или подав петицию. Так поступали как отдельные граждане, так и общины через своих представителей. Важной формой выражения общественного мнения были аккламации, то есть ритмические восклицания. Известные с древности, аккламации первоначально употреблялись с целью оказания кому-либо почестей. Константин Великий своим законом в 331 году упорядочил проведение аккламаций для выражения одобрения или неодобрения провинциальными собраниями губернаторам — теперь записи такого рода выступлений должны были отправляться непосредственно императору для принятия соответствующих мер. Адресатом аккламаций мог быть и сам император, и сохранившиеся в хронике Феофана Исповедника обращённые к Юстиниану «Акты по поводу Каллоподия» стали прологом к восстанию Ника 532 года. Ещё одним каналом взаимодействия императора и общества была церковь, в жизни которой Юстиниан принимал деятельное участие. Известны случаи, когда епископы передавали ему сообщения о притеснении населения местными властями; отсутствие такого взаимодействия с монофизитской церковью привело к недостаточному информированию центральных властей о положении в Египте.
Созданная Юстинианом в 530-е годы структура провинциального управления начала изменяться ещё при его жизни. Полный отказ от диоцезов оказался невозможен, и в конце 550-х годов, вероятно, в качестве ответа на вторжение кутригуров, был восстановлен диоцез Фракия. 13 августа 554 года, в связи с завершением завоевания королевства остготов, была обнародована серия документов, в целом известных как Прагматическая санкция. В них затрагивались вопросы управления не только Италией, но и империей в целом. Так, санкцией был возобновлён запрет назначения губернаторов за плату и дано право провинциалам самим выдвигать своих правителей. Уже в 570-е годы Византия начала утрачивать завоёванные при Юстиниане территории, и если утрата Испании вестготам и Италии лангобардам означала, что понесённые при их завоевании затраты не окупятся, то утрата Египта, Сирии и Палестины имела большое экономическое значение. Дальнейшая трансформация системы управления Византии имела целью адаптацию к состоянию постоянной военной угрозы на всех границах и резкому уменьшению доходов. Согласно традиционному взгляду, сформулированному Джоном Бьюри, провинциальные реформы Юстиниана не были завершены, и их важность определяется местом, которое они занимают между реформами Диоклетиана и созданием фемной системы в VII веке. Аналогичной точки зрения придерживался Георгий Острогорский.

## Религиозная политика

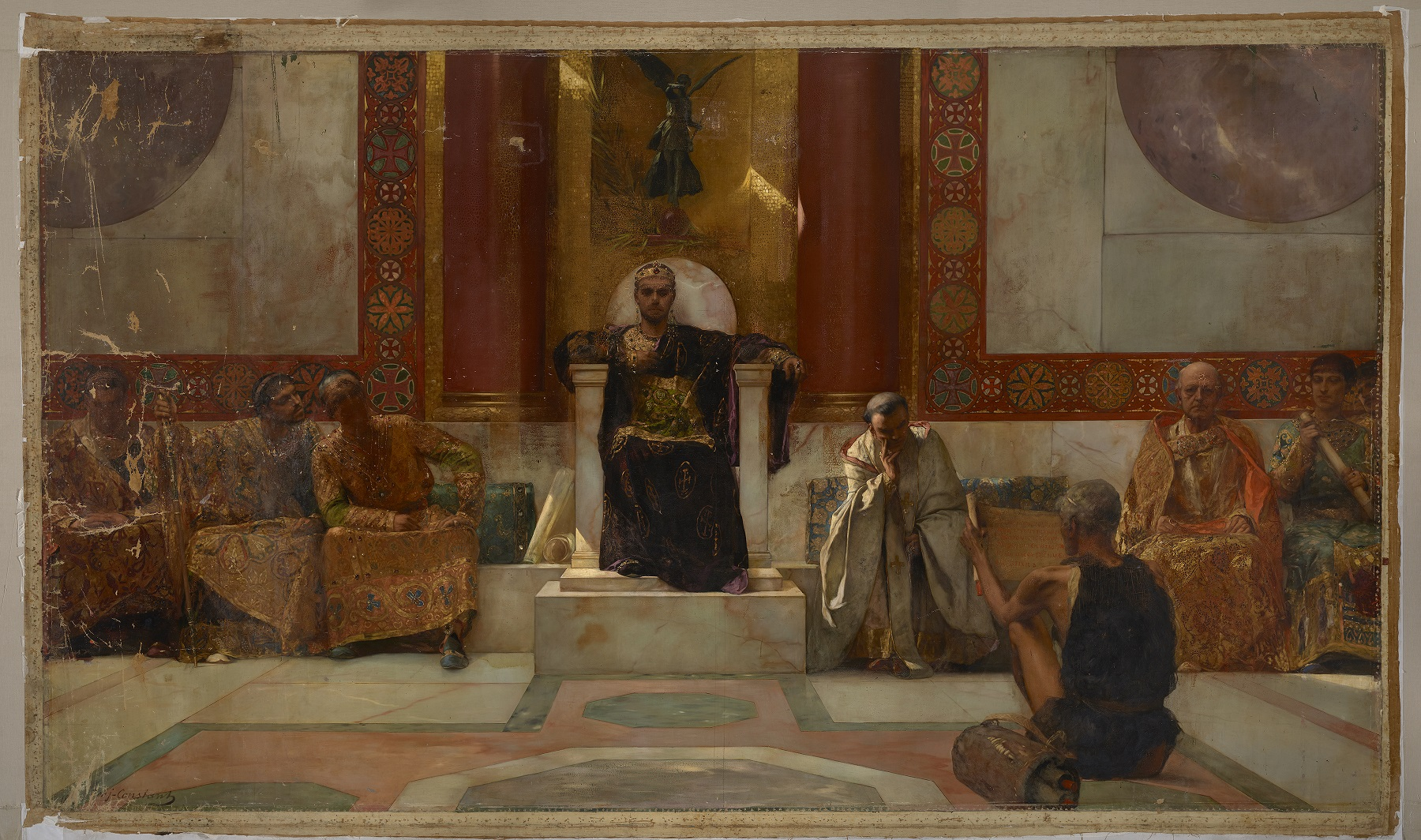
Художник Жан-Жозеф Бенжамен-Констан (XIX век) изобразил Юстиниана, обсуждающего с советниками религиозные тексты.

### Внутрихристианская полемика

#### Христологические споры
В религиозном отношении царствование Юстиниана было отмечено противостоянием двух учений о природе Христа: признающего существования в нём двух, божественной и человеческой, природ, и миафизитской доктрины о единстве и нераздельности природ Богочеловека. Первое из них, утверждённое вселенским Халкидонским собором в 451 году, отстаивали архиепископ Кирилл Александрийский и папа Лев I. Второе развивали епископ Феодор Мопсуестийский и его последователь архиепископ Константинопольский Несторий (381—451). Нехалкидониты, сосредоточенные преимущественно на Востоке, в Сирии и Египте, не были едины. Среди них выделялись не идущие на сближение с халкидонитами акефалы и те, кто принял опубликованный в 482 году компромиссный Энотикон императора Зинона. Написанный при участии патриарха Акакия Энотикон признавал единственно верным Никео-Цареградский Символ веры, осуждал ересиархов Нестория и Евтихия, признавал «Двенадцать анафематизмов» Кирилла Александрийского. В Энотиконе не упоминается Халкидонский собор и не используется диофизитская терминология. Энотикон был принят в Антиохии и Иерусалиме, но отвергнут в Риме. В Константинополе против документа, воспринятого ими как монофизитский, выступили монахи-акимиты («неспящие»). По их инициативе папа Феликс III в 484 году отлучил от церкви патриархов Акакия и Петра Монга. Акакий в ответ исключил папу из диптихов, положив начало Акакианской схизме. О взглядах преемника Зинона, Анастасия I, известно преимущественно из враждебно к нему настроенных халкидонитских источников, но, в целом, его религиозная политика благоприятствовала монофизитам. Кульминацией конфликта стало избрание в 512 году антиохийским патриархом монофизита Севира, анафематствовавшего Халкидонский сбор и томос папы Льва. Введённое эдиктом Анастасия в 512 году монофизитское добавление в Трисвятое спровоцировало беспорядки в Константинополе. Кирилл Скифопольский в своей биографии Саввы Освященного рассказывает о конфликте в Иерусалимском патриархате, когда в 516 году 10 000 палестинских монахов-халкидонитов прогнали дукса из Иерусалима. Юстин I подтвердил халкидонскую доктрину, отменил Энотикон и вернул из ссылки изгнанных в предшествующее царствование халкидонитов. Монофизитство было криминализировано, его последователи были изгнаны либо сами переселились в пустыню, Севир Антиохийский бежал в Египет. В то же время важнейшие центры христианского Востока, Александрия и Антиохия оставались под сильным влиянием монофизитов, а ортодоксальность Константинополя была сомнительна с точки зрения Рима. Формальным завершением Акакианской схизмы стало подписание в 519 году Юстином I и патриархом Константинопольским Иоанном II вероучительной формулы папы Гормизда, «Libellus Hormisdae».
По мнению Иоанна Мейендорфа, существенным отличием Юстиниана от его предшественников было то, что он, не ограничиваясь только лишь политическими методами поиска доктринального согласия (не действенными, по мнению византиниста), сам активно развивал богословскую мысль. Первым значительным испытанием в сфере религиозной политики для Юстиниана стало «дело скифских монахов». Примерно в 518 году несколько монахов из провинции Малая Скифия прибыли в Константинополь для разрешения конфликта со свои епископом Патерном. По мнению немецкого богослова Алоиса Грильмайера они преследовали более масштабную цель защиты Халкидонского собора от севериан и несториан. Заручившись поддержкой своего земляка Виталиана, монахи провели ряд встреч с находившимися в то время в столице Византии легатами папы Гормизда, но так и не смогли добиться своих целей. Поднятый скифскими монахами вопрос о принятии теопасхистской формулировки «один из Троицы пострадал» (лат. unus ex trinitate passus est) чрезвычайно беспокоил будущего императора, пытавшегося добиться от папы её согласования. В январе 520 года император Юстин I сообщил в Рим о том, что в Константинополь приходит большое количество петиций из восточных провинций по поводу «unus de trinitate». С целью сделать эту формулу более привлекательной для Рима в июле 520 года Юстиниан направил письмо, где со ссылкой на Августина предлагал толкование слова «unus» как «una de Trinitate persona» («одно лицо из Троицы»). После длительной задержки, письмом от марта 521 года, папа вновь отказался как-либо дополнять положения, содержащиеся в послании папы Льва I и Халкидонского собора. В 523 году или несколько ранее Юстиниан издал эдикт, явно утверждающий, что один из Троицы пострадал плотью. После того как в 527 году Юстиниан стал единственным правителем империи, теопасхистская формула включалась во все документы, касающиеся христологии. В кодексе Юстиниана (I.15) содержится относящийся примерно к 527 году символ веры, явно содержащий unium ex trinidate. Скифские монахи появлялись в переписке Юстиниана с римским престолом и в 533 году.
С приходом Юстиниана к власти политика в отношении нехалкидонитов начала смягчаться. В поисках компромисса, вскоре после восстания 532 года, Юстиниан провёл в Константинополе встречу с лидерами халкидонитской и нехалкидонитской партий. Политические условия не благоприятствовали ведению содержательной дискуссии, но 15 марта 533 года был издан эдикт с изложением символа веры, по духу близкого к Энотикону, поскольку в нём не упоминался Халкидонский собор. Зимой 534 года лидеры миафизитов, Севир и патриарх Тимофей IV были приглашены в столицу. Последний из них умер 7 февраля следующего года, и по настоянию Феодоры его преемником стал противник Халкидона и сторонник Севира Феодосий I. Против его избрания была партия «юлианистов» во главе с Гайаном. В Константинополе, при поддержке императрицы и патриарха Анфима, Севир добивался отказа от начавшегося в 518 году возврата к халкидонизму. Примирительная политика Юстиниана по отношению к монофизитам вызвала недовольство в Риме, и в Константинополь в 536 году прибыл папа Агапит I, который совместно с ортодоксальной партией акимитов выразил резкое неприятие политики монофизитского патриарха Анфима, и Юстиниан вынужден был уступить. Анфим был смещён, и на его место назначен убеждённый православный пресвитер Мина, труды Севира было приказано сжечь. По некоторым источникам, папа даже отлучил Феодору от церкви, однако Агапит вскоре умер, а благодаря интригам Феодоры новым папой стал верный ей Вигилий. На Константинопольском соборе 536 года Анфим и Севир были осуждены, а решение собора было подтверждено императором. Во время последовавших за тем гонений на монофизитов их поддерживала Феодора. Её покровительством пользовались патриархи Севир Антиохийский и Феодосий Александрийский, а также множество монофизитских монахов, которых она поселила во дворце Гормизда. По сообщению Иоанна Эфесского, к монахам за благословением приходила не только Феодора, но и сам Юстиниан. Благодаря покровительству императрицы Иаков Барадей вёл активную миссионерскую деятельности в Сирии.

#### Осуждение оригенизма

Собор Святой Софии, возведённый по приказу императора Юстиниана I

Острые в ранней церкви, в начале V века споры об учении Оригена утратили свою актуальность. Известно, что в V веке в своих не сохранившихся произведениях против Оригена выступали Феодор Мопсуестийский и Антипатр Бострийский. Из одного из житий, составленных Кириллом Скифопольским, известно о последователях Оригена в Палестине в середине V века. В VI веке в палестинских монастырях возрос интерес к сочинениям Оригена, в результате чего возникло движение, связанное не с научным изучением его сочинений, но с доведением до крайностей его учения. В отличие от IV века, когда оригенизм был использован сторонами арианского спора, в VI веке внимание привлекла эсхатологическая сторона его учения, в частности об апокатастасисе. По этому вопросу в среде палестинского монашества возник раскол, усугублённый спором из-за монастырей. Оригенисты около 507 года покинули монастырь Святого Саввы и основали Новую Лавру. Свой уход они объясняли недостатком образованности настоятеля монастыря Саввы. К 514 году Новая Лавра стала оплотом оригенистов в Палестине, откуда это учение распространялось в среде образованных монахов. В 530 году Савва прибыл в Константинополь и обратился к императору с просьбой выслать оригенистов, однако вскоре умер, и император не сделал ничего в этом направлении. Оригенизм продолжал распространяться в Палестине благодаря двум учёным монахам, Феодору Аскиде и Домитиану. В 536 году они приняли участие в соборе, созванном Юстинианом в Константинополе для окончательного осуждения монофизитов. Примерно год спустя они оба стали епископами — первый в Кесарии Каппадокийской, второй в Анкире. Они часто бывали при дворе, и благодаря их поддержке оригенисты укрепили свои позиции в палестинских монастырях, изгоняя из них «савваитов». Антиохийский патриарх Ефрем решительно осудил оригенизм, тогда как его иерусалимский коллега Пётр, вынужденный внешне поддерживать оригенистов, но втайне их осуждая, открыто поддержать его не мог. После того, как на соборе в 542 году Ефрем проклял сторонников Оригена, те стали требовать от Петра, чтобы из церковных диптихов было вычеркнуто имя антиохийского патриарха. Поскольку возникла опасность разрыва отношений между двумя восточными патриархиями, потребовалось вмешательство императора.
Примерно в это время, примерно в 542 или 543 году, возвращаясь из Газы, где на прошедшем соборе был смещён александрийский патриарх Павел Тавеннисиот, папский апокрисиарий Пелагий остановился на некоторое время в Иерусалиме. Местные монахи показали ему сочинения Оригена, рассказали о проблеме и просили ходатайствовать перед императором об осуждении этого учения. Пелагий согласился и вместе с патриархом Константинопольским Миной передал Юстиниану их просьбу, на которую тот откликнулся эдиктом, включающим 9 анафематизмов. Исследователи датируют указ как периодом после Газского собора, так и до него. В эдикте были осуждены догматы о предсуществовании душ всех людей и Христа до его рождения. В числе других ошибок Оригена указывались предположение об ограниченности всемогущества Бога, о том, что всё сущее столь же вечно, как и Бог, что некоторые души впали в грех и за то были сосланы в тела и, согласно мере своих грехов, могут воплощаться и более одного раза до полного их искупления и возвращения в исходное состояние. Также ошибочным признавалось учение Оригена о множественности миров, часть из которых уже создана, тогда как другим это ещё предстоит. В доказательство того, что его обвинения соответствуют содержащимся в текстах Оригена утверждениям, Юстиниан цитирует 24 отрывка из трактата «О началах». Эдикт был разослан пяти патриархам с указанием созвать поместные соборы, осудить оригенизм и утвердить анафематизмы. Так и было сделано, эдикт был подписан и утверждён всеми патриархиями, а также епископами, собравшимися на собор в Константинополе.
Эдикт был подписан и Феодором Аскидой, и Домитианом Анкирским. Непримиримые оригенисты, в числе которых были Нонн и его товарищи, были изгнаны из Новой Лавры. Провоцируя скандалы, Нонн заручился поддержкой Аскиды и смог вернуться в Новую Лавру. Затем Аскида добился у иерусалимского патриарха назначения двух своих единомышленников на важные церковные должности, в том числе Георгия на должность настоятеля Лавры Саввы Освященного. Ко времени смерти Нонна в феврале 547 года внутренние разногласия палестинских оригенистов привели их к расколу на исохристов и протоктистов. Более умеренные протоктисты объединились с православными на почве отрицания предсуществования душ. Представитель протоктистов Исидор и новый настоятель лавры Саввы Конон в сентябре 552 года отправились в Константинополь просить у императора защиты от своих противников. Воспользовавшись раздражением Юстиниана по отношению к Аскиде, Конон представил императору записку против оригенистов. В этих условиях в августе — декабре 553 года состоялся Пятый вселенский собор, основным вопросом на котором была проблема трёх глав. 11-е постановление собора было направлено против тех, кто, в частности, отказывался анафематствовать Оригена. Упоминание его в одном ряду с Арием, Евномием, Македонием и другими ересиархами является результатом позднейших интерполяций. По предположению немецкого богослова Ф. Дикампа, осуждение Оригена состоялось чуть позже вселенского собора на отдельном синоде с теми же участниками. Окончательно оригенизм в Палестине исчез в начале 555 года. Влияние осуждения было ограниченным с географической точки зрения, но существенным для развития монашеских духовных практик.

#### Спор о трёх главах
С целью примирения с монофизитами император включился в рассмотрение вопроса о «трех главах», то есть о трех церковных писателях V века, Феодоре Мопсуестийском, Феодорите Киррском и Иве Эдесском, относительно которых монофизиты ставили в упрек Халкидонскому собору то, что вышеназванные писатели, несмотря на свой несторианский образ мыслей, не были на нём осуждены. Юстиниан признал, что в данном случае монофизиты правы и что православные должны им сделать уступку. Это желание императора вызвало возмущение западных иерархов, так как они видели в этом посягательство на авторитет Халкидонского собора, после которого мог последовать аналогичный пересмотр решений Никейского собора. Также возник вопрос, можно ли анафематствовать умерших, ведь все три писателя умерли ещё в предыдущем столетии. Наконец, некоторые представители Запада держались того мнения, что император своим указом совершает насилие над совестью членов церкви. Последнее сомнение почти не существовало в восточной церкви, где вмешательство императорской власти в решение догматических споров закреплено было долговременной практикой. В итоге, указ Юстиниана общецерковного значения не получил. С целью повлиять на положительное решение вопроса, Юстиниан вызвал тогдашнего папу Вигилия в Константинополь, где тот и прожил под арестом более семи лет. Первоначальная позиция папы, который по прибытии открыто восстал против указа Юстиниана и отлучил от церкви константинопольского патриарха Мину, изменилась и в 548 году он издал осуждение трёх глав, так называемый ludicatum, и таким образом присоединил свой голос к голосу четырёх восточных патриархов. Однако западная церковь не одобрила уступки Вигилия. Под влиянием западной церкви папа начал колебаться в своем решении и взял обратно ludicatum. В таких обстоятельствах Юстиниан решил прибегнуть к созыву Пятого Вселенского собора, который и собрался в Константинополе в 553 году. Результаты собора оказались, в целом, соответствующими воле императора. Отцы собора подтвердили халкидонскую формулу («Христос в двух природах»), но вместе с тем признали законность формулы Кирилла Александрийского «единая воплощённая природа Бога Слова» и различение природ во Христе «на словах и в мыслях, а не в конкретном смысле». Примирительные инициативы собора и императора Юстиниана не привели к примирению между сторонниками монофизитской и диофизитской христологий.
После победы в Остготской войне римские папы были подчинены Юстиниану и вынуждены были признать V Вселенский Собор. Терпимость к миафизитам римских пап вызвали протест среди православных Запада, в том числе, в Италии, Испании и Северной Африки. Раскол в Аквилейском патриархате сохранялся до конца VI века. К концу жизни Юстиниан стал жёстче относиться к диофизитам, особенно при проявлении им афтародокетства, но умер прежде, чем успел опубликовать законодательство, повышающее значение этих его догм.

### Отношения с прочими еретиками, язычниками и евреями
Юстинианом были предприняты шаги для окончательного искоренения остатков язычества. Одним из первых своих шагов в качестве самостоятельного правителя Юстиниан инициировал преследование манихеев и монтанистов. В 528 или начале 529 года был издан эдикт, предписывавший обязательное крещение для всех язычников и их домочадцев. Язычникам была запрещена служба при дворе, они были ограничены в правах наследования. Тайное отправление языческого культа каралось смертью. На протяжении всего правления Юстиниана в империи проходили политические процессы против язычников, не пожелавших изменить своей вере. При нём были разрушены последние действовавшие языческие храмы. Считается, что в 529 году Юстиниан закрыл знаменитую философскую школу в Афинах, но в связи с чем, и каким законом, не известно. Это имело преимущественно символическое значение, так как к моменту события эта школа утратила лидирующее положение среди образовательных учреждений империи после того, как в V веке при Феодосии II был основан Константинопольский университет. После закрытия школы при Юстиниане афинские профессора во главе со схолархом Дамаскием переселились в Персию ко двору шаха Хосрова I. Менее чем через год некоторые из них вернулись на территорию империи, а оставшиеся основали в Каррах просуществовавшую до исламского периода философскую школу. В том же году 529 году святой Бенедикт Нурсийский разрушил последнее языческое святилище в Италии в священной роще на Монтекассино ради основания монастыря. Полного искоренения язычества Юстиниан не достиг; оно продолжало скрываться в некоторых малодоступных местностях. Прокопий пишет, что преследование язычников велось не столько из желания утвердить христианство, сколько из жажды прибрать к рукам имущество язычников. Тем же периодом датируется законодательство против гомосексуалов. Активная миссионерская деятельность среди язычников велась в Малой Азии. В Карии, Лидии и Фригии монофизит Иоанн Эфесский, действуя от имени Юстиниана, обратил в христианство, по его собственным словам, 70 тысяч человек. На фоне военных успехов Византии в Закавказье, в христианство перешли лазы, иберы, цаны и абасги.

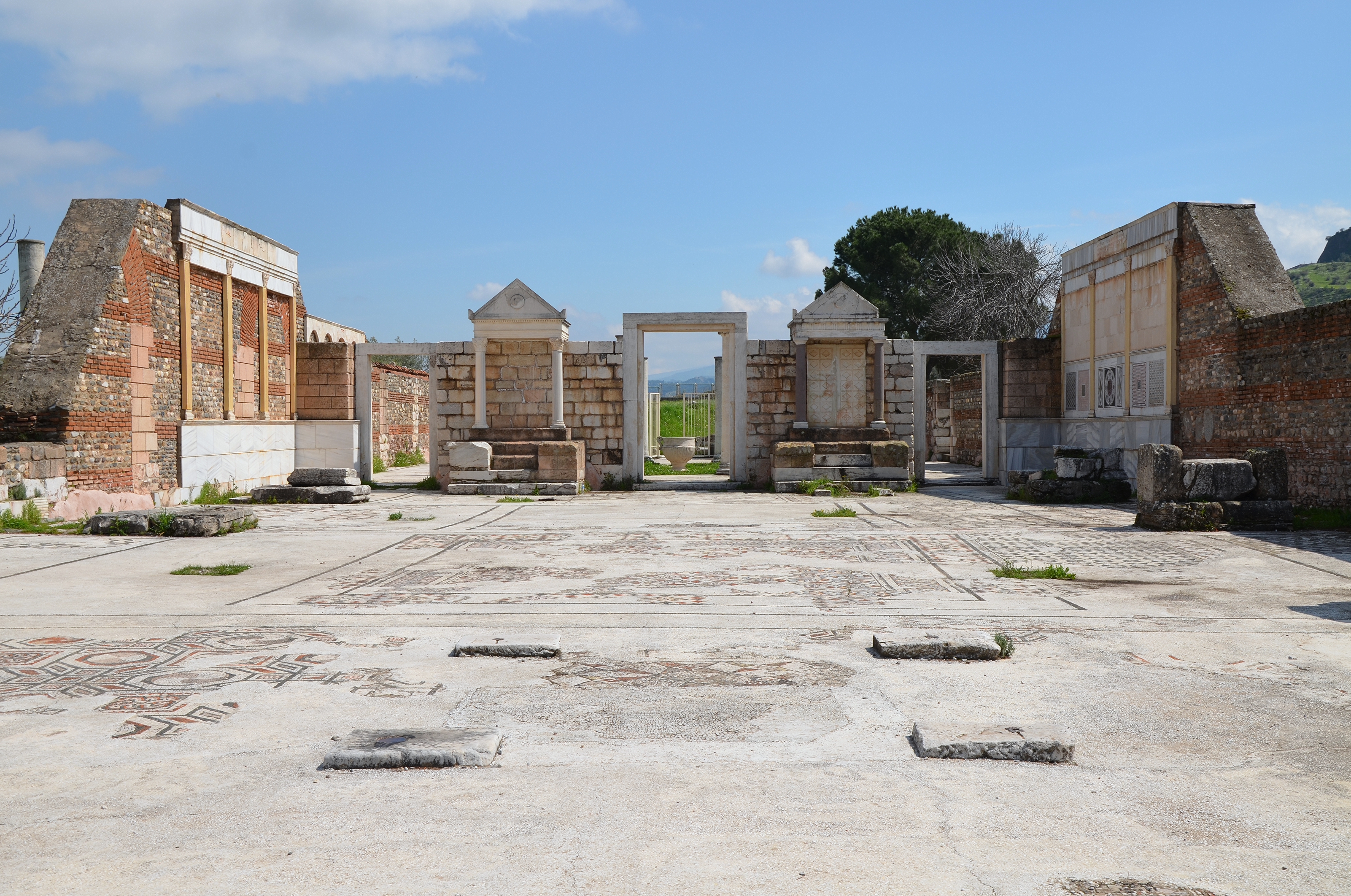
Синагога Сард

С точки зрения истории еврейского народа, на эпоху Юстиниана пришёлся завершающий этап подчинения христианскому государству и установление талмудического иудаизма после завершения кодификации Вавилонского Талмуда. Вопросам статуса и юридических особенностей положения евреев в империи было посвящено значительное количество законов. Один из наиболее значительных до-юстиниановких сборников законов, Кодекс Феодосия, созданный в правление императоров Феодосия II и Валентиниана III, содержал 42 закона, специально посвящённых евреям. Иудаизм не рассматривался как ересь и относился к числу «разрешённых религий». Тот же статус в начале правления Юстиниана имела и самаритянская религия, однако из-за восстаний она его утратила. Законодательство хотя и ограничивало возможности пропаганды иудаизма, однако предоставляло еврейским общинам в городах определённые права. Закон Феодосия II и Валентиниана III 438 года запрещал евреям и самаритянам занимать выборные должности в муниципальном управлении дабы избежать греховной, с точки зрения законодателей, возможности управления ими христианами и даже епископами. После проведения ревизии старых законов, более половины из относящихся к евреям было сохранено. Толкование закона 438 года было расширено, и самаритянам запретили работать тюремными надзирателями. Новелла 131 устанавливала, что церковный закон по своему статусу равен закону государства. Новелла 537 года устанавливала, что евреи должны облагаться полными муниципальными налогами, но раввины были освобождены от тягот исполнения куриальных обязанностей. Синагоги были защищены законами, но известны и примеры их разрушения или преобразования в христианские храмы. Датировка развалин VI века представляет значительные сложности, но есть достоверные примеры ремонта и расширения синагог (Сарды, Газа). В синагогах запрещалось читать книги Ветхого Завета по древнему еврейскому тексту, который должен был быть заменён греческим или латинским переводом. Это вызвало раскол в среде еврейского священничества; консервативные священники наложили херем на реформаторов. Кодекс запрещал еретикам и евреям свидетельствовать против православных христиан. На правление Юстиниана, под влиянием христианских образцов, приходится становление новых жанров религиозной литературы, экзегетических сочинений-мидрашей и литургической поэзии пиют. Правовая литература того периода (Вавилонский Талмуд) относится, скорее, к истории евреев государства Сасанидов.
Усилия Римской империи по христианизации в Палестины неоднократно становилась причиной восстаний. В начале IV века разразилось восстание под предводительством самаритянского первосвященника Бабы Рабба. Непосредственной причиной восстания евреев и самаритян, которое в 529 году возглавил Юлиан бен Сабар, стало подтверждение принятого при Юстине закона против иноверцев (De Haereticis et Manichaeis et Samaritis). Ситуацией воспользовались союзные Персии арабы-лахмиды, под предводительством аль-Мунзира вторгнувшиеся в Сирию и дошедшие до Антиохии. При помощи арабов-гассанидов восстание было жестоко подавлено в 531 году. В ходе подавления восстания было убито и обращено в рабство свыше 100 тысяч самаритян, народ которых в результате почти исчез. По свидетельству Иоанна Малалы, оставшиеся в живых 50 тысяч человек бежали в Иран за помощью к шаху Каваду. Второй раз при Юстиниане самаритяне восстали в 556 году. Как и в предыдущий раз, причинами стали репрессии со стороны государства. В конце своего царствования Юстиниан снова обратился к еврейскому вопросу, и выпустил в 553 году новеллу 146. Создание новеллы было вызвано непрекращающимся конфликтом еврейских традиционалистов и реформаторов по поводу языка богослужения. Юстиниан, руководствуясь мнением Отцов Церкви о том, что евреи исказили текст Ветхого Завета, запретил Талмуд, равно как и его комментарии (Гемара и Мидраш). Допускалось использование только греческих текстов, наказания для диссидентов были усилены. Также в новелле упоминаются несколько почётных еврейских титулов, однако не понятно, давали ли они какой-то признаваемый государством авторитет. Формальных лидеров в византийской еврейской общине не было с 420-х годов. В целом, еврейская община Византии при Юстиниане была многочисленной и процветающей. С учётом последовавших в следующем столетии при императоре Ираклии I мер против евреев, такое состояние не было устойчивым.

## Последние годы и смерть
Исходя из информации в преамбулах новелл и конституций, можно сделать вывод, что Юстиниан практически никогда не покидал Константинополь. Почти каждый год он совершал поездку в свой дворец в столичном районе Евдом. Дважды в конце жизни, в 559 и 563 годах, император посетил небольшой город Гермию в Галатии. Согласно Феофану Исповеднику, таким образом он исполнил свой религиозный обет, возможно, данным архангелу Михаилу.
В конце жизни Юстиниан столкнулся с многочисленными заговорами и восстаниями. В 548 году поднял восстание полководец Артабан, в конце 560 года был раскрыт загофор префекта Геронтия. В 560 и 561 годах прошли крупные столкновения партий ипподрома. Битва между партиями в мае 562 года длилась два дня и серьёзно угрожала власти Юстиниана в столице. Осенью 562 года некий Авлабий был нанят аргиропратом Маркеллом и Сергием, племянником куратора одного из императорских дворцов Еферия с целью убийства императора. Авлабий должен был убить Юстиниана в триклинии, где Юстиниан бывал перед выходом. Авлабий, не найдя способа самостоятельно проникнуть в триклиний доверился иппарху Евсевию и логофету Иоанну. Евсевий предупредил императора о покушении и задержал заговорщиков обнаружив у них мечи. Маркелл покончил с собой бросившись на свой меч. Сергий скрылся во Влахернской церкви и там был схвачен. После ареста его убеждали дать показания против Велизария и банкира Иоанна, что они сочувствовали заговору, как и банкир Вит и куратор Велизария — Павел. Оба выживших заговорщика были выданы префекту столицы Прокопию и подвергнуты допросу, в ходе которого показали против Велизария. 5 декабря на тайном совете в присутствии патриарха Евтихия и самого Велизария император приказал зачитать повинную заговорщиков, после чего Велизарий был лишен должностей и посажен под домашний арест. Опала Велизария продолжалась более полугода, только после смещения Прокопия, выяснилось лжесвидетельство заговорщиков и Велизарий был прощён.
Юстиниан скончался в ночь на 14 ноября 565 года, на полгода пережив Велизария. Единственный свидетель смерти императора евнух Каллиник тут же проинформировал о случившемся племянника, куропалата Юстина и его супругу Софию. О похоронах Юстиниана и восшествии на престол Юстина сообщается в панегирике Кориппа. Хотя Юстиниан, как и Анастасий перед ним, не оставил явных указаний о своём наследнике, конкуренции в данном случае не возникло.

## Внешность. Характер. Оценки современников

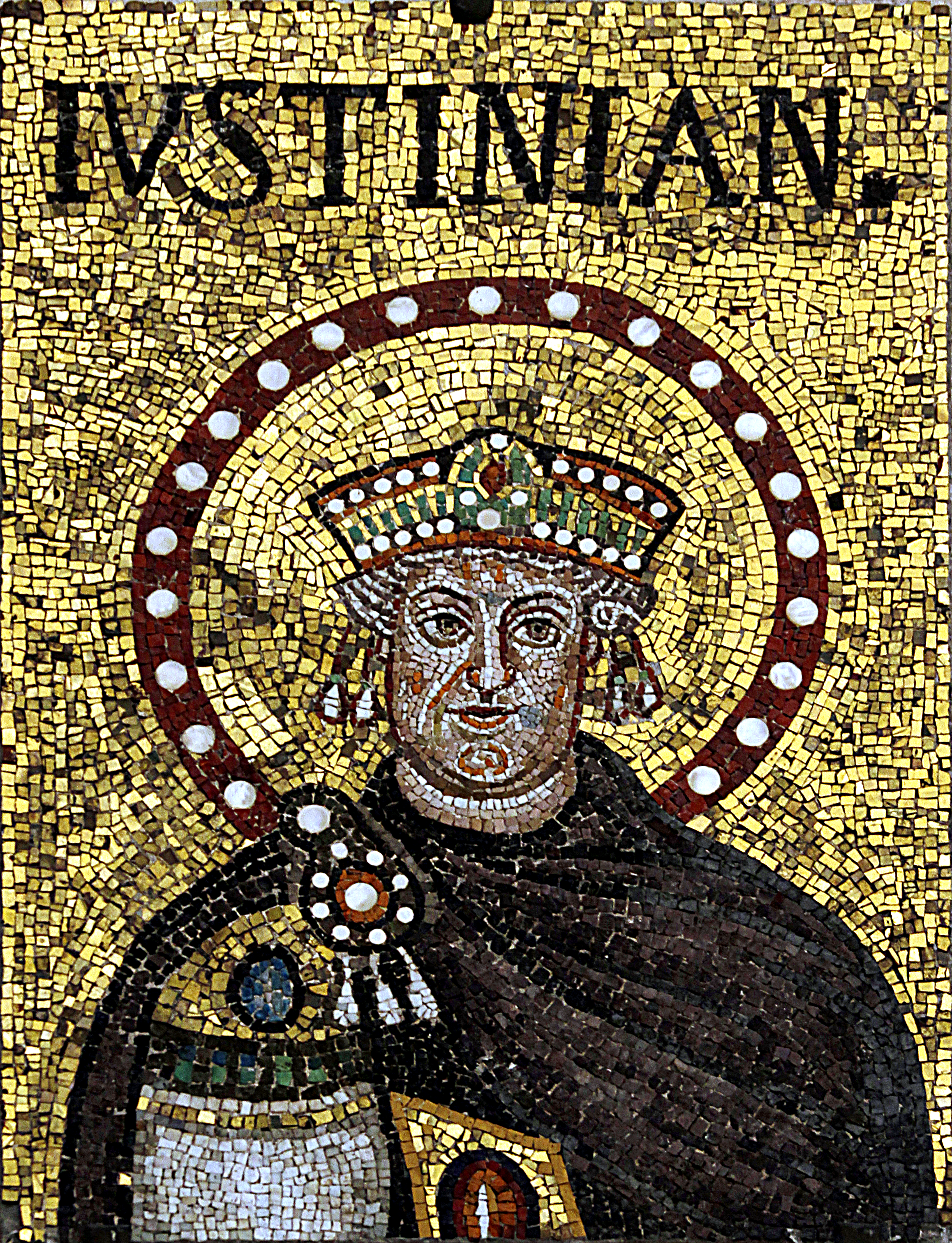
Юстиниан на мозаике в церкви Сант-Аполлинаре-Нуово (Равенна). Подлинность изображения оспаривается

Описаний внешнего вида Юстиниана сохранилось немного. В своей «Тайной истории» Прокопий описывает Юстиниана следующем образом: «был он не велик и не слишком мал, но среднего роста, не худой, но слегка полноватый; лицо у него было округлое и не лишённое красоты, ибо и после двухдневного поста на нём играл румянец. Чтобы в немногих словах дать представление о его облике, скажу, что он был очень похож на Домициана, сына Веспасиана, злонравием которого римляне оказались сыты до такой степени, что, даже разорвав его на куски, не утолили своего гнева против него, но было вынесено решение сената, чтобы в надписях не упоминалось его имени и чтобы не оставалось ни одного его изображения». Иоанн Малала дополняет, что Юстиниан был низкого роста, широкогрудый, с красивым носом, цвет лица имел светлый, волосы вьющиеся с заметной проплешиной, голова и усы начали рано седеть. Из прижизненных изображений сохранились мозаики церкви Сан-Витале и храма Сант-Аполлинаре-Нуово, оба в Равенне. Первое относят к 547 году, второе позднее примерно на десять лет. В апсиде Сан-Витале император изображен с удлиненным лицом, вьющимися волосами, заметными усами, властным взглядом. На мозаике в храме Сант-Аполлинаре император постаревший, несколько полноватый без усов, с заметным вторым подбородком.

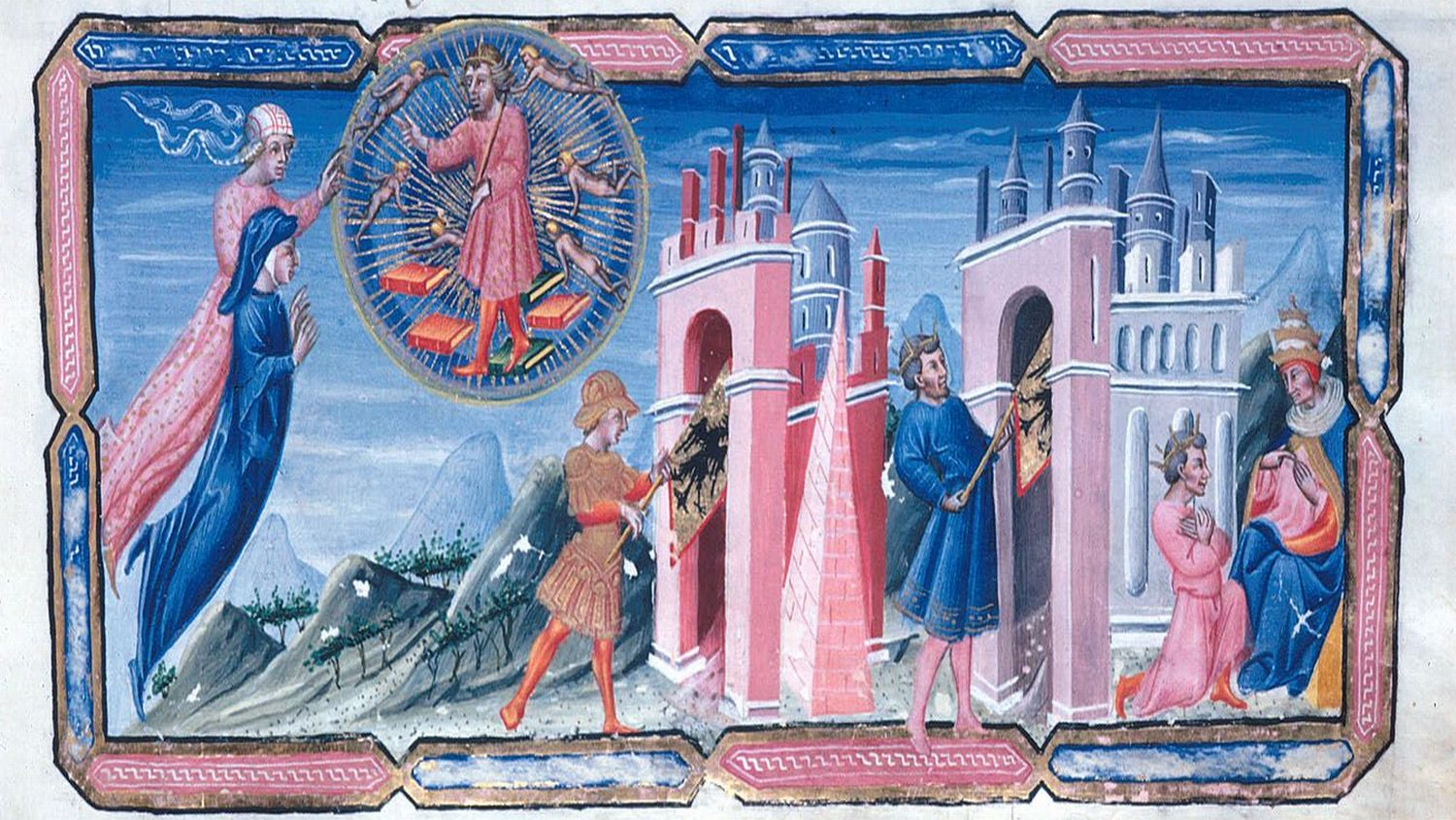
Джованни ди Паоло, Юстиниан повествует об истории Римской империи

Крупнейшие по размеру консульские диптихи из числа сохранившихся были сделаны для Юстиниана. Возможно также, что император изображён на самом большом позднеантичном сохранившемся изделии из слоновой кости, хранящемся сейчас в Британском музее — скульптуре архангела. Юстиниан был изображён на одном из самых больших (36 солидов или ½-фунта) известных медальонов, украденном в 1831 году из Парижского кабинета медалей. Медальон был переплавлен, однако сохранились его изображения и слепок, позволяющий изготавливать с него копии. Символическое значение имело возведение колонны с конной статуей Юстиниана. Для того, чтобы освободить для неё место на константинопольской площади Августейон была переплавлена серебряная статуя Феодосия Великого. Изображённый в виде сидящего на коне Ахиллеса, вооружённый император указывал на восток, что, по словам Прокопия, являлось грозным предостережением персам. Некоторое представление о внешности императора дают сохранившиеся рисунки колонны. До 1699 года статуя Юстианина не была превзойдена по размеру. Почти тысячу лет, до своего разрушения османами в начале XVI века, памятник был символом Константинополя. Обнаруженный в Керчи в 1891 году и хранящемся сейчас в Эрмитаже серебряный миссорий первоначально считался изображением Юстиниана. Возможно, Юстиниан изображён и на знаменитом диптихе Барберини, хранящемся в Лувре.
Исповеднику Юстиниан придавал большое значение увековечиванию своего имени. В свою честь он назвал новый город Юстиниана Прима, а древнюю Ульпиану переименовал в Юстиниану Секунду. До нашего времени дошли литературные произведения, написанные при жизни Юстиниана, в которых прославлялось либо его правление целиком, либо отдельные его достижения. Не являются панегириками в прямом смысле, но крайне комплиментарны по отношению к императору «Увещевательные главы к императору Юстиниану» диакона Агапита, «О постройках» Прокопия Кесарийского, «Экфрасис святой Софии» Павла Силенциария, кондак «На землетрясения и пожары» Романа Сладкопевца и анонимный «Диалог о политической науке».
После смерти императора Прокопий Кесарийский резко изменил своё суждение о нём на противоположное, о чём свидетельствует описание нрава его в книге «Тайная история». В ней Прокопий описывает умершего императора следующим образом: «Итак, этот василевс исполнен хитрости, коварства, отличался неискренностью, обладал способностью скрывать свой гнев, был двуличен, опасен, являлся превосходным актёром, когда надо было скрыть свои мысли, и умел проливать слезы не от радости или горя, но искусственно вызывая их в нужное время по мере необходимости… Неверный друг, неумолимый враг, страстно жаждущий убийств и грабежа, склонный к распрям, большой любитель нововведений и переворотов, легко податливый на зло, никакими советами не склоняемый к добру, скорый на замысел и исполнение дурного, о хорошем же даже слушать почитающий за неприятное занятие». И чуть далее там же: «Как же можно передать словами нрав Юстиниана? Этими и многими другими ещё большими недостатками он обладал в степени, не соответствующей человеческому естеству. Но представляется, что природа, собрав у остальных людей все дурное в них, поместила собранное в душе этого человека… И если кто-нибудь захотел бы, измерив все, что выпало на долю римлян с самых ранних времен, соизмерить это с нынешними бедами, он обнаружил бы, что этим человеком было умерщвлено больше людей, чем за все предыдущее время».

## Память
До X века «Тайная история» была совершенно не известна в Византии, а после о ней также мало кто знал. В то же время память о Юстиниане и его супруге сохранялась как образцовых соправителях, подобных Константину Великому и его матери Елене. Когда в VIII веке изгнанный император Юстиниан II женился на сестре хазарского кагана Ибузира Глявана, он переименовал её в Феодору.
В конце XII века Готфрид Витербоский в своём «Пантеоне» дал положительную оценку Юстиниану как законодателю и завоевателю. Юстиниан оказался единственным византийским императором, упомянутым в трактате «О монархии» Данте Алигьери. Хотя на Юстиниана падала тень «ошибки» Константина Великого, переместившего столицу империи из Рима в Константинополь, он всё же считается законным правителем, поскольку правил до перехода императорского титула на Запад. Как и Готфрид, Данте высоко оценил достижения Юстиниана. Поместив Юстиниана в Рай, поэт доверяет в Шестой песни ему сделать обзор истории Римской империи. Согласно Данте, главными заслугами Юстиниана перед историей были реформа права, отречение от монофизитства и походы Велизария. В Эпоху Просвещения преобладал отрицательный взгляд на итоги правления Юстиниана, одним из первых выраженный Монтескьё в его «Размышлениях о величии и падении римлян» (1734).
Православной церковью Юстиниан почитается в лике святых. Житие Юстиниана под 14 ноября включено в Константинопольский синаксарь X века, а также сборники Димитрия Ростовского и Филарета (Гумилевского) (1865). У последнего император назван «Управда-Юстиниан». Под тем же днём Юстиниан включён в Лютеранский календарь святых.

Но дурное правление Юстиниана — его расточительность, притеснения, вымогательства, неистовое стремление к строительству, переменам, преобразованиям, — жестокое и слабое правление, ставшее ещё более тягостным вследствие его продолжительной старости, составляло действительное бедствие, смешанное с бесполезными успехами и суетной славой.
— гл. XX, пер. Н. Саркитова
По мнению Бертольда Рубина, Юстиниану была чужда лёгкость гения Заратустры и Юлиана Отступника. С крестьянской балканской основательностью он вошёл в историю благодаря незыблемому следованию своим христианским и имперским принципам. В своей монографии о Трибониане, британский историк римского права Энтони Оноре подробно сопоставляет судьбу Юстиниана и Иосифа Сталина. Оба, родившись в бедности на окраине империи, получили богословское образование и достигли высот власти. Оба посвятили свою жизнь борьбе с врагами своей веры — один марксизма, другой христианства, стремясь построить, соответственно, социализм в отдельно взятой стране и христианское государство. Оба страдали мегаломанией и стремились увековечить любым способом своё имя.